# Heinrich Himmler
Pour les articles homonymes, voir Himmler.
Heinrich Himmler ([ˈhaɪn.ʁɪç ˈhɪm.lɐ] ), né le 7 octobre 1900 à Munich (Allemagne) et mort par suicide le 23 mai 1945 à Lunebourg (Allemagne) est un criminel de guerre, homme d'état et militaire allemand. Il est l’un des plus hauts dignitaires du Troisième Reich. Il est Reichsführer-SS, le maître absolu de la SS, Chef der deutschen Polizei (chef de toutes les polices allemandes, dont la Gestapo) et, à partir de 1943, ministre de l'Intérieur du Reich et Chef der Heeresrüstung und Befehlshaber des Ersatzheers (responsable de l'équipement militaire de l'Armée de terre et commandant en chef de l'Armée de terre de réserve). Il est qualifié par certains auteurs allemands de « meurtrier du siècle » (Jahrhundertmörder).
Himmler, avec l'aide de Reinhard Heydrich, son adjoint direct de 1931 à juin 1942, porte la responsabilité la plus lourde dans la liquidation de l'opposition en Allemagne nazie et dans le régime de terreur qui a régné dans les pays occupés ; les camps de concentration et les centres d'extermination dépendaient directement de son autorité et il a eu la charge de mettre en œuvre la Shoah et Porajmos.
En fuite dans les jours qui suivent la capitulation allemande, il est arrêté par les troupes britanniques, mais parvient à se suicider à l'aide d'une capsule de cyanure au moment même où son identité est découverte, échappant ainsi à la justice.

## Les premières années (1900-1929)

### La jeunesse à Munich

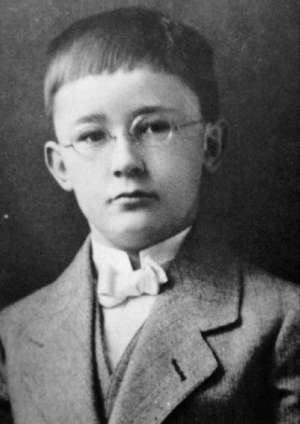
Himmler enfant, en 1907.

Heinrich Himmler est le deuxième fils de Joseph Gebhard Himmler, professeur au Lycée Humaniste de Landshut (de) et au réputé Wilhelmsgymnasium de Munich, et d'Anna Maria Heyderde. Joseph Himmler a été également le précepteur du prince Heinrich (en), petit-fils du prince-régent Luitpold de Bavière, qui a accepté d'être le parrain du petit Heinrich.
La famille est issue de la moyenne bourgeoisie catholique bavaroise et le père est un homme cultivé, nationaliste et conservateur sans être antisémite. En patriote convaincu, il enseigne à ses fils Gebhard (1898–1982), Heinrich et Ernst Himmler (1905-1945) le respect de la patrie allemande. Gebhard et Ernst entreront également dans la SS, mais sans y tenir un rôle prééminent,.
Himmler effectue sa scolarité dans un établissement de Landshut, puis au Wilhelmsgymnasium de Munich, là où son père est enseignant. C'est un élève modèle. Petit, peu sportif et myope, il se révèle faible en gymnastique et ses fréquentes absences scolaires sont la marque d’une santé fragile. De 1911 à 1924, il tient un journal intime ; y transparaît[réf. nécessaire] le portrait d'un jeune homme bien intégré à son milieu et à la société, capable de gentillesse et de générosité. Pendant les vacances de Noël — année précise non connue — il fait la lecture à un aveugle ; à un autre moment, il organise une manifestation de bienfaisance pour les orphelins et regrette les mauvais traitements infligés aux prisonniers français, dont il est le témoin en 1914.

### La Première Guerre mondiale et le début des années 1920
En août 1914, quand éclate la Première Guerre mondiale, Heinrich Himmler est enthousiaste. Dans son journal, il décrit l'ambiance à Landshut lorsque la guerre est déclarée :

« Les craintifs petits bourgeois de Landshut baissent la tête et ont peur d'être massacrés par les cosaques. Il n'y a d'ailleurs, en Basse-Bavière, pas beaucoup d'enthousiasme dans ceux qui sont restés. On dit que, quand fut connu l'ordre de mobilisation générale, dans la vieille ville tout le monde pleurnichait ; or je ne m'attendais pas à ça des gens de Basse-Bavière ! »

— Heinrich Himmler, Journal intime, août 1914.
Comme son frère, Gebhard, il souhaite s’engager dans la Reichsmarine en 1917, où il n'est pas accepté à cause de sa myopie et surtout de son jeune âge. Frustré de ne pouvoir rejoindre une école d'officiers, il obtient grâce à l'intervention de son père, une dispense d'âge en juin 1917 et est incorporé au IIe régiment d’infanterie bavarois von der Tann. Après six mois de formation en tant qu'élève officier, il est transféré à Ratisbonne, puis à Freising du 15 juin au 15 septembre 1918 et enfin à Bayreuth du 15 septembre au 1er octobre 1918. Aspirant, il envoie à ses parents une lettre qu'il signe Miles Heinrich : « Soldat Heinrich ». À sa grande déception, il est démobilisé deux mois plus tard sans jamais avoir vu le front et rentre chez ses parents pour Noël 1918.
Après la guerre il fait partie, avec son frère Gebhard, des cercles militants de Munich : Völkischen Rechten Münchens. Toujours avec son frère, il intègre, en novembre 1919, la 14e compagnie de la Brigade de protection de Munich, unité de réserve de l'armée fort proche des Freikorps, unités non officielles chargées par le gouvernement légal social-démocrate d'écraser en Bavière la République des conseils, à tendance communiste, ceci avec l'accord tacite des Alliés.
Au cours de cette période, il commence également à s'intéresser aux projets allemands concernant l'Est de l'Europe, ainsi qu'il le note dans son journal en 1919.
L'année suivante, il étudie l'agronomie au lycée technique agricole de Munich, tout en étant stagiaire dans une ferme-école près d'Ingolstadt jusqu'en 1922. Au cours de ses études, il s'affilie à de très nombreuses associations, notamment le cercle étudiant Burschenschaft Apollo, à propos duquel il obtient un certificat médical afin d'être dispensé de beuveries.
Il s'inscrit également à une ligue de jeunes à vocation pangermaniste, l'Artamanenbund dont le slogan est « le sang, le sol et le glaive ». Cette inscription l'incite à préciser ses idées sur les projets d'expansion vers l'Est que le Reich allemand doit, selon lui, adopter et réaliser.
Impressionné par Rüdiger von der Goltz, qu'il écoute lors d'une conférence en novembre 1921, il voit pour les Allemands, rameau du peuple germanique, de larges perspectives d’expansion vers les territoires orientaux, ce qui lui apportera un renouveau par la colonisation et le retour à la terre ; ce retour à la terre étant un moyen de singularisation du paysan aryen par rapport au Juif urbain et décadent.

### Une vie conjugale bourgeoise

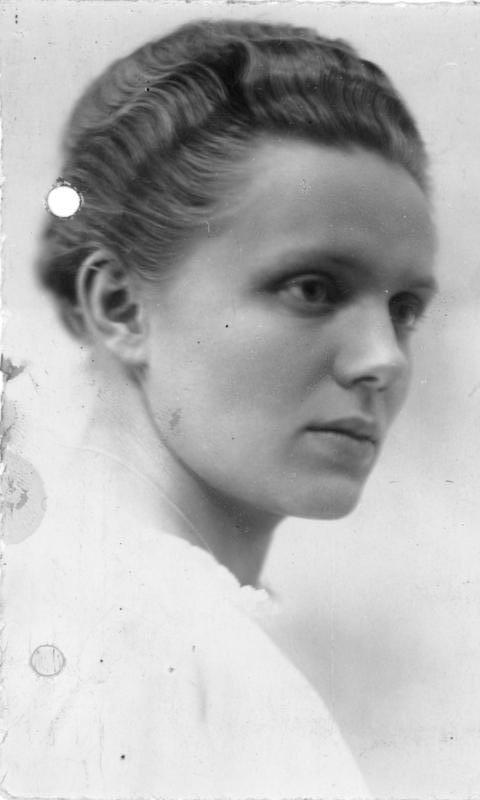
Margarete (Marga) Siegroth en 1918. Née Boden, elle devient l'épouse de Himmler en 1928.

D'après son journal intime, Himmler fait la connaissance, en 1920 ou 1921, de la fille du propriétaire de la ferme-école où il est stagiaire. De nature timide, il ne lui fit jamais part de ses sentiments. Par la suite, les relations avec les femmes semblent inexistantes. En 1926, il rencontre une infirmière divorcée, Margarete Siegroth, née Boden, de sept ans son aînée et protestante. « Marga », grande blonde aux yeux bleus, correspond à l'idéal de la femme aryenne. Ils se marient le 3 juillet 1928 ; de cette union naît une fille, Gudrun, le 8 août 1929. En 1928, le couple investit la dot de « Marga » dans un élevage de poules à Waldtrudering, dans les faubourgs de Munich. Jusqu'à la fin des années 1920, c'est surtout l'épouse de Himmler qui s'occupe de la petite propriété rurale, qui se plaint de l'absence récurrente de son mari, jusqu'à la faillite de l'exploitation en 1933.
Il affectionne sa fille Gudrun qu'il surnomme Püppi ; il n'a pas la même affection pour le fils adoptif de Marga. Durant ses premières années de vie politique, il semble essayer de remplir son rôle de père et de mari le mieux possible : les pages de son agenda démontrent qu'il a des conversations téléphoniques quasi quotidiennes avec sa femme et sa fille. Après la faillite de son élevage en 1933, Himmler prend de plus en plus de responsabilités au sein du parti et délaisse progressivement son épouse : ils se séparent finalement en 1940 sans divorcer. Le Reichsführer qui entretient depuis 1939 une relation avec une de ses secrétaires, Hedwig Potthast, a deux enfants illégitimes avec elle : un fils, Helge, né le 15 février 1942, et une fille, Nanette Dorothea, née le 20 juillet 1944. La même année, ils finissent également par se séparer.
Jusqu'en 1945, Himmler n'a cessé d'entretenir avec celle qui est restée son épouse légitime, Marga, une correspondance où il ne s'est jamais exprimé sur ses véritables activités.
Pour la philosophe Élisabeth de Fontenay, qui se fonde sur la correspondance de Himmler publiée en 2014, on ne découvre dans celle-ci « pas plus de secrets d'alcôve que de secrets d’État mais on voit, jour après jour, se dessiner les mœurs incroyablement kitsch d'un couple et s'effacer soigneusement le contexte de la terreur nazie dont l'époux porte la responsabilité. […] On n'y trouve en effet que des échanges incultes, dépourvus de toute fantaisie amoureuse, remplis de tics de langage et de répétitions mécaniques. » La personnalité de Himmler qui transparaît à travers « cette correspondance sirupeuse […] tellement dépourvue d'intimité qu'elle en paraît insincère » est celle d'un « petit bourgeois falot », à « la sentimentalité médiocre, convenue », un « grand criminel et petit mari ».

## Au sein du parti nazi

### Les premiers pas (1923-1926)

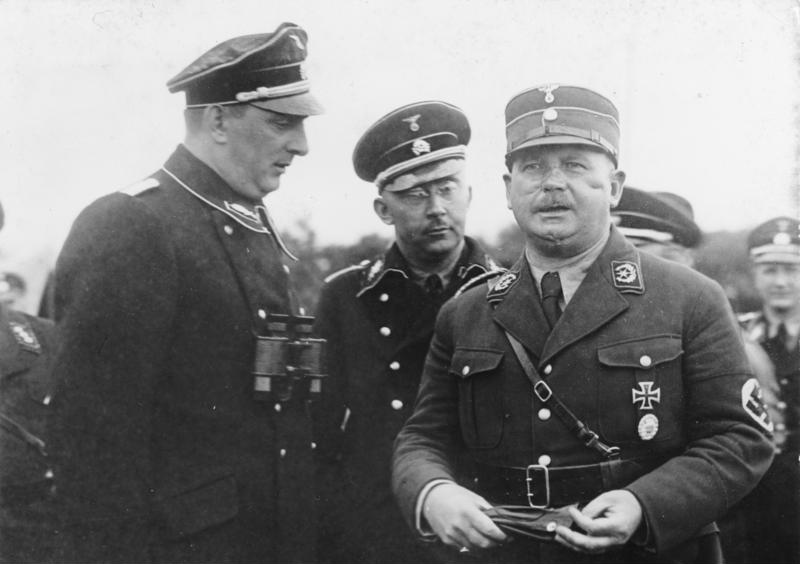
Kurt Daluege, Henrich Himmler et Ernst Röhm (en août 1933).

Sa vie, durant le début des années 1920, est assez floue. De 1919 à 1922, il étudie à l'Université technique de Munich. En 1922, Himmler sort diplômé ingénieur agronome, semble-t-il comme son frère Gebhard, et devenu laborantin dans une usine d'engrais de la banlieue munichoise. Apparemment il aurait dirigé une exploitation avicole jusqu'à la fin des années 1920. Depuis 1918-1919, il entretient une amitié avec son ancien chef de corps francs, le capitaine nationaliste Ernst Röhm, qui le convertit à ses idées. Début 1923, Himmler devient membre d'une association nationaliste, dont Ernst Röhm est l'un des dirigeants, la Reichsflagge. À la suite de conflits internes, le noyau des militants les plus radicaux, soit 300 personnes emmenées par Röhm, fonde un nouveau groupuscule extrémiste à l'existence éphémère, la Reichskriegsflagge.
Himmler adhère provisoirement au NSDAP en août 1923, amené par Röhm, qui dirige alors les SA. Lors du putsch de la Brasserie d'Adolf Hitler le 9 novembre 1923, on le voit arborer l'étendard à la tête de l'unité de la Reichskriegflagge qui avait essayé durant la nuit de prendre d'assaut le ministère bavarois de la Guerre situé sur la Ludwigstrasse à Munich. Après le fiasco de l'entreprise, il n'est pas poursuivi en raison de son jeune âge et du fait de ses faibles responsabilités au sein du parti. Hitler étant incarcéré, Himmler rejoint momentanément le Bayrische Volkspartei. Au début de l'année 1924, il quitte probablement le NSDAP pour devenir propagandiste (Parteiredner) actif et efficace au sein du Nationalsozialistische Freiheitsbewegung (NSFB) d'Erich Ludendorff. Dans le monde agricole bavarois, son diplôme et sa compétence inspirent respect et confiance.
Au même moment, Heinrich Himmler continue de fréquenter ses anciennes connaissances d'après-guerre au sein du Freikorps : l'organisation des officiers du peuple allemand (Deutschvölkischer Offizierbund) et celle de l'ancien drapeau impérial (Alt-Reichsflagge). Hitler, bénéficiant d'une libération anticipée le 20 décembre 1924, en profite pour refonder le NSDAP au début de l'année suivante. De retour dans le parti en février 1925, Himmler rejoint les SA, amorçant alors sa lente ascension dans l'appareil du parti. Grâce au succès qu'il a rencontré avec Ludendorff, il est dans un premier temps nommé propagandiste (Reichsredner), puis chef de la propagande, Gauleiter suppléant de Basse-Bavière, puis de Haute-Bavière (aux côtés de Gregor Strasser) et enfin Gauleiter du district de Haute-Bavière.

### DeSS-GauführeràReichsführer-SS(1926-1929)

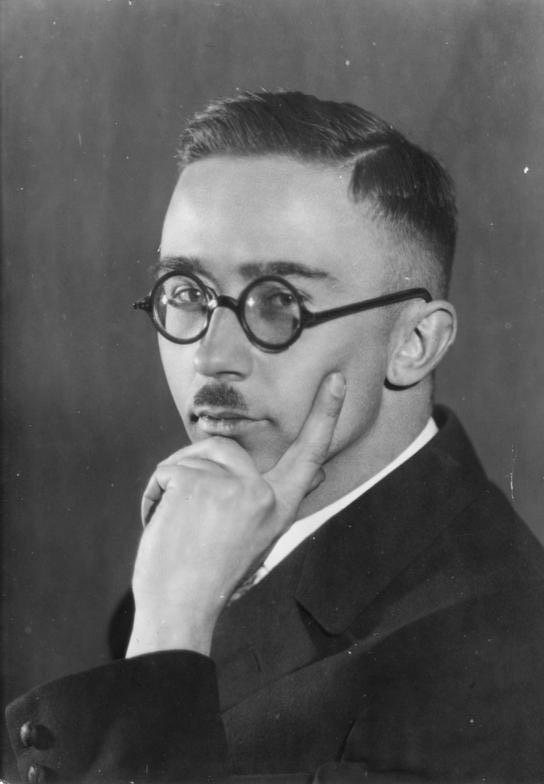
Himmler en 1929.

En 1925, afin de disposer d'une unité disciplinée et totalement dévouée, Hitler fonde une sous-section au sein de la SA, la Schutzstaffel (SS) (« escadron de protection ») qui constitue sa garde rapprochée. Himmler va tenir une place de premier choix au sein de cette nouvelle organisation. En 1926, il est nommé chef SS du district de Haute-Bavière (Gau-SS-Führer), il dirige un petit groupe de SS. La même année, alors que Ernst Röhm a émigré en Bolivie, il rencontre le Führer ; ce dernier devient son maître à penser et la fidélité de Himmler passe de Röhm à Hitler. L'année suivante, il est membre de l'état-major des SA. Son sérieux et sa loyauté l'amènent à être nommé adjoint du Reichsführer-SS (Stellvertreter Reichsführer-SS) Erhard Heiden en 1927. Patient, il continue à tenir des rôles secondaires au sein du parti et n'atteint que le grade de SA-Oberführer.
Le cours des choses semble changer en 1928. En janvier, Hitler reprend à son compte la propagande, Himmler devient son adjoint. Sur une photographie datée de la même année sur laquelle Hitler s'adresse aux dirigeants du NSDAP, Himmler est assis à la table d'honneur. À la suite de la démission de Heiden de la tête de la SS, il est nommé le 6 janvier 1929 Reichsführer-SS. À cette date, malgré son titre impressionnant, il ne dirige que 280 hommes avec lesquels il défile devant les dignitaires du parti à Berlin au printemps 1929. Au cours de l'année, on le voit passer en revue les troupes. C'est désormais un proche de Hitler qui le surnomme « le fidèle Heinrich » (der treue Heinrich) mais il reste un subalterne de Röhm, qui fait son retour en 1930. Le Führer lui ordonne de faire de la SS un corps d'élite de la SA, mais échappant au contrôle d'Ernst Röhm, qui devient encombrant à ses yeux.

### La montée en puissance de la SS (1930-1934)

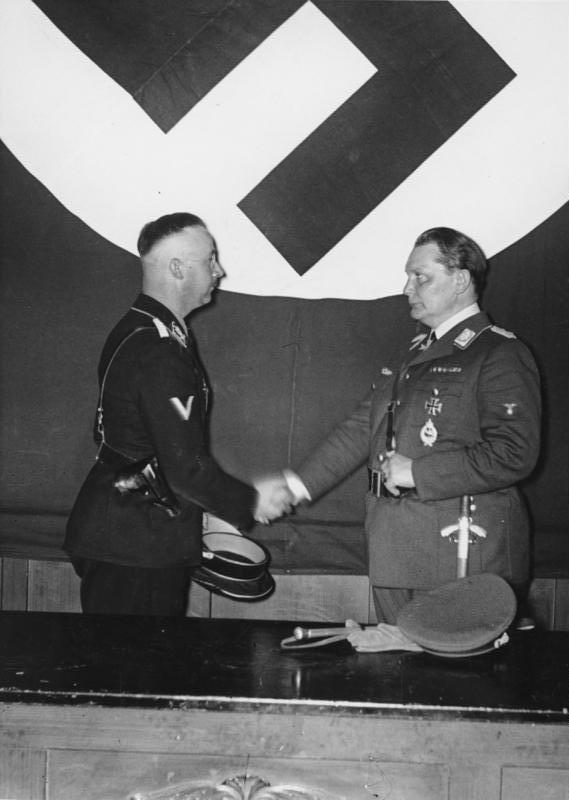
Göring nomme Himmler à la tête de la Gestapo (1934).

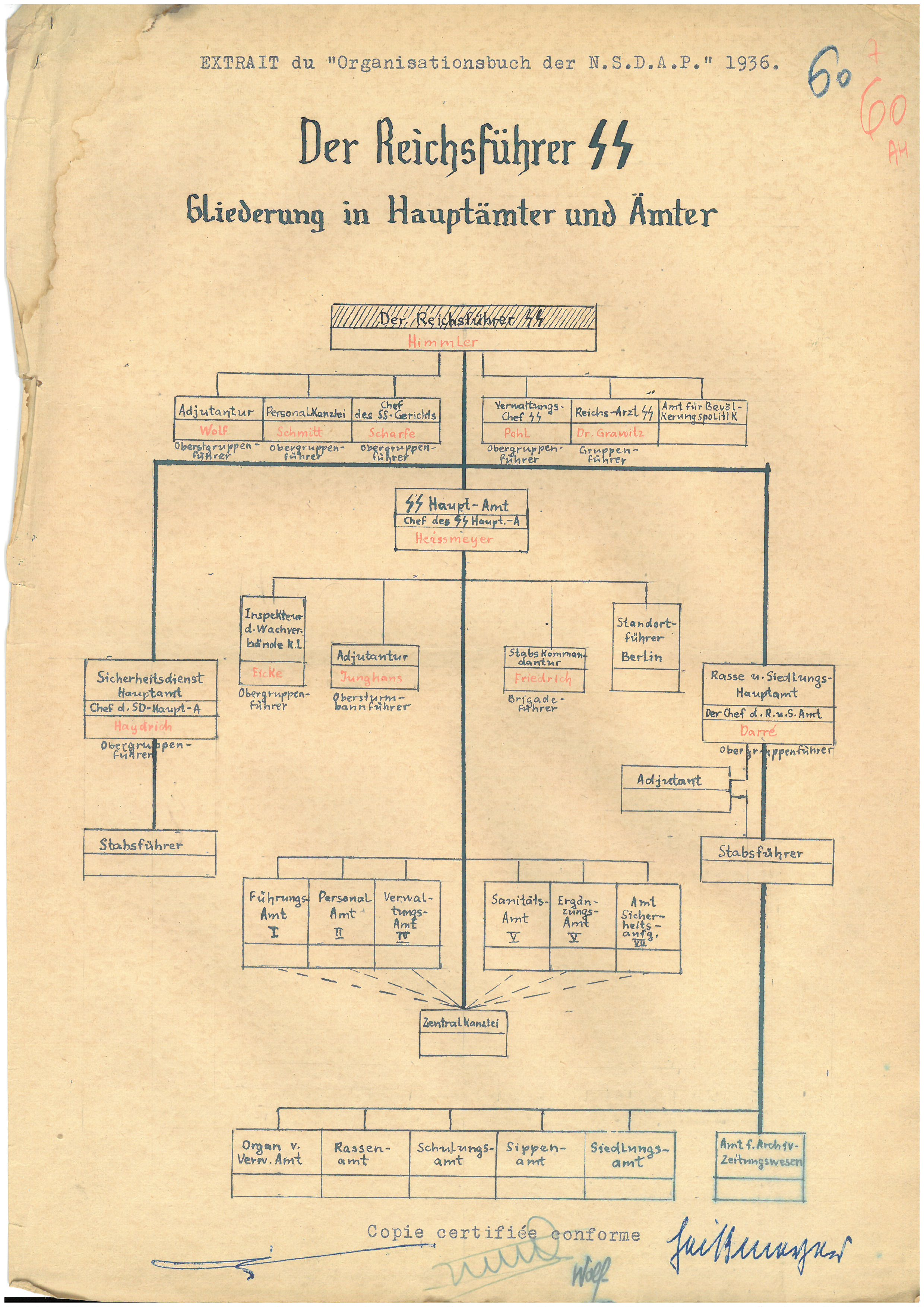
Organisation de la SS.

Longtemps considéré par les hauts dignitaires du parti comme un « brave petit homme » ayant « un bon cœur mais probablement inconstant », Heinrich Himmler commence à dévoiler sa véritable nature. En 1930, le Reichsführer-SS, qui vient d'être nommé préfet de police de Munich, est toujours subordonné à Ernst Röhm. Ce dernier est revenu à la hâte de Bolivie, pour aider Hitler à maîtriser totalement ses 3 millions de SA. Pour Himmler, la subordination de la SS à la SA est de plus en plus pesante.
Au printemps 1931, il rencontre Reinhard Heydrich tout juste limogé de la Reichsmarine. La confiance est immédiate et le Reichsführer-SS lui propose d'entrer dans la SS et compte tenu de son expérience dans les services de renseignements de la Marine à Kiel, il lui demande de créer un service de renseignement interne à la SS : le futur Sicherheitsdienst (SD). Bras droit de Himmler, Heydrich est également l'éminence grise de la SS. Ils deviennent si puissants qu'ils irritent certains membres du parti en particulier Joseph Goebbels :

« Je dépiste un complot de grande envergure : la SS (Himmler) entretient un bureau d'espionnage qui me surveille, ici, à Berlin. C'est lui qui est à l'origine de ces rumeurs démentielles […]. Himmler me hait. Désormais je vais travailler à sa perte. Cette bête à cornes sournoise doit disparaître. Même Göring est d'accord avec moi sur ce sujet »

— Joseph Goebbels, 30 juin 1931.
Le 25 janvier 1932, Himmler est nommé chef de la sécurité de la Maison brune, le siège de la direction centrale du mouvement à Munich.
En janvier 1933, Hitler est nommé chancelier. Les SS de Himmler comptent à peine 52 000 membres comparés aux plusieurs millions de SA de Röhm. Cette différence numérique s'explique notamment par les critères de recrutement de la SS, beaucoup plus stricts que ceux de la SA : depuis le début des années 1930, Himmler exige des postulants de prouver leur appartenance au Aryen Herrenvolk (« race aryenne ») ; toujours afin de se démarquer de la SA, durant l'automne 1933, il fait concevoir un nouvel uniforme noir pour ses troupes, créé par Hugo Boss. Symboliquement, la séparation entre SS et SA est entamée.
Dès mars 1933, Himmler crée le premier camp de concentration, à Dachau, où il fait interner les opposants.
Avec Hermann Göring et le général Werner von Blomberg, Himmler est de ceux qui pensent que Röhm et ses SA constituent une menace pour la Wehrmacht et le parti nazi. Hitler, qui a besoin de l'appui de l'armée, des milieux conservateurs et des grands industriels est conscient des problèmes soulevés par la SA, pour qui la révolution reste à faire, mais il répugne à agir contre Röhm, un des rares membres du parti qu'il tutoie. Avec la complicité de Heydrich qui en est le véritable inspirateur, Himmler dévoile au Führer un pseudo « putsch de Röhm ». Plusieurs dizaines de responsables de la SA, dont Röhm lui-même, mais aussi des opposants au sein du parti nazi ou à l'extérieur de celui-ci sont assassinés durant la nuit des Longs Couteaux (du 29 au 30 juin 1934). Le lendemain, la SS prend son indépendance vis-à-vis de la SA : il n'y a plus d'obstacle entre le Reichsführer-SS et son Führer.
Ayant acquis son indépendance, le Reichsführer-SS souhaite mettre la main sur le dernier outil de répression qui lui échappe encore, la Gestapo. En 1934, après un rude conflit avec Göring, celui-ci en cède la direction à Himmler et Heydrich, secondés par Heinrich Müller.

### Himmler, un nazi dans la guerre: 1939-1945
Dès 1938, Himmler est favorable à une participation de la SS au conflit qui se prépare. En effet, en novembre 1938, il défend l'idée que les pertes essuyées par les SS dans le conflit qui s'annonce constituent la garantie de la consolidation de la position de la SS après le conflit. Le décret du Führer du 19 août 1939, plaçant un régiment de SS encaserné au sein de chaque armée, lui donne satisfaction ; de plus, la présence de deux unités de la Leibstandarte et de trois unités de la SS-Totenkopf (tête de mort) sur les arrières des troupes engagées contre l'armée polonaise confortent cette tendance. Enfin, Himmler crée la fonction de Chef suprême de la SS et de la police qui lui permet d'accroître son pouvoir en Allemagne, mais surtout dans les territoires occupés.

#### En Pologne
La préparation du conflit avec la Pologne, dès le printemps 1939, fournit un supplément de compétences à la SS. Lors de réunions préparatoires avec les chefs des Einsatzgruppen, le 18 août 1939, notamment, Himmler et Heydrich, chef du SD, octroient aux commandants de ces unités une large autonomie dans leur mission de lutte contre les résistants et les élites polonaises. De plus, dans la phase de préparation de la campagne de Pologne, il est prévu que Himmler soit en Pologne sur le terrain et que son action ne rencontre pas d'opposition de la part de la Wehrmacht, en application d'ordres de Hitler ; cependant les actions de la SS en Pologne entraînent des tensions entre Himmler et le commandement de la Wehrmacht, qui obtient néanmoins que les ordres transmis aux unités de la SS soient aussi transmis au commandement militaire. Mais, rapidement, l'ordre d'exécuter les partisans, donné sans en avoir avisé l'armée, contribue à accroître la tension entre le Reichsführer et le commandement de l'armée, sans compter les interventions personnelles de Himmler lorsque des SS sont condamnés par les tribunaux militaires ; après la fin des opérations, Gerd von Rundstedt, commandant en chef pour l'Est, émet des réserves sur la politique démographique menée par Himmler et la SS, et souhaite du moins donner son accord à chaque déplacement de population, sans succès. Le représentant de Himmler dans le territoire du Gouvernement général polonais, le HSSPF Friedrich-Wilhelm Krüger n'en poursuit pas moins la politique de la SS en Pologne. Les mois suivants, Himmler doit affronter l'opposition, non seulement des commandants militaires, mais aussi de Göring, qui insiste sur le nécessaire renforcement du potentiel économique dans le conflit ; ces critiques, du moins celles des militaires, cessent après la défaite de la France, les militaires laissant à Himmler et au parti, donc à la SS, la responsabilité de la "lutte ethnique" en Pologne occupée.
De plus, en tant que chef de la police du Reich, il ordonne l'intégration des milices de Volksdeutsche, constituées dans les premiers jours de la campagne, dans la police allemande le 7 octobre 1939.

#### «Commissaire pour le renforcement de la race allemande»
Nommé le 7 octobre 1939 par un décret de Hitler « Commissaire du Reich pour le renforcement de la race allemande », Himmler dispose ainsi du pouvoir d'« éliminer les influences néfastes » qui menacent prétendument le peuple allemand. C'est ainsi qu'il est chargé de la mise en place du Generalplan Ost, dans un premier temps concerné par les Juifs et les Polonais des territoires annexés, qui doivent être expulsés au bénéfice de colons allemands. Himmler met en place, au sein des services de ce commissariat des « offices ruraux », qui ont pour mission de saisir des terres pour la colonisation, juridiquement une prérogative du bureau principal de tutelle de l'Est (HTS), qui ne dépend que du Reichsführer SS. Ces offices ruraux dépendent en pratique des chefs suprêmes de la police et des SS. Disposant de plus grandes libertés d'action que dans le Reich, les offices ruraux des territoires polonais, annexés ou non, ont la possibilité d'exproprier des superficies importantes, permettant, par exemple, la construction des camps d'extermination d'Auschwitz, Chełmno, Bełżec, Majdanek, Treblinka et Sobibor.

#### En Union soviétique
À partir de 1941, la guerre à l'Est fournit à la SS, et à son chef, l'occasion de prendre davantage d'ascendant dans les opérations militaires. Ainsi, par un ordre du 26 mai 1941, Himmler place un groupe d'unités SS sous commandement militaire, tout en en gardant le contrôle.
Les deux décrets de Hitler du 17 juillet 1941, fixant définitivement les modalités de l'occupation des territoires occupés en URSS, définissent les compétences des principaux acteurs de la politique d'occupation des territoires confiés à une administration civile : Rosenberg et son ministère des Territoires occupés de l'Est héritent de l'administration civile, Göring du contrôle de l'exploitation économique de ces territoires et Himmler exerce une tutelle sur la police, et ainsi, un contrôle sur la politique de maintien de l'ordre : dans chaque commissariat du Reich, ainsi que dans toutes les circonscriptions territoriales qui composent les deux commissariats créés en juillet, sont nommés des chefs de la SS et de la Police (SS- und Polizeiführer), représentants de Himmler : au sommet de cette hiérarchie, les chefs supérieurs de la SS et de la Police (Höhere(r) SS-und Polizeiführer, abrégé en HSSPf) sont responsables directement devant Himmler.
Il fait aussi construire le KL Natzweiler (Konzentrationslager). Aujourd'hui appelé Struthof, il est situé en Alsace à 50 km de la frontière franco-allemande de 1939.

#### Une influence croissante dans l'appareil d'État

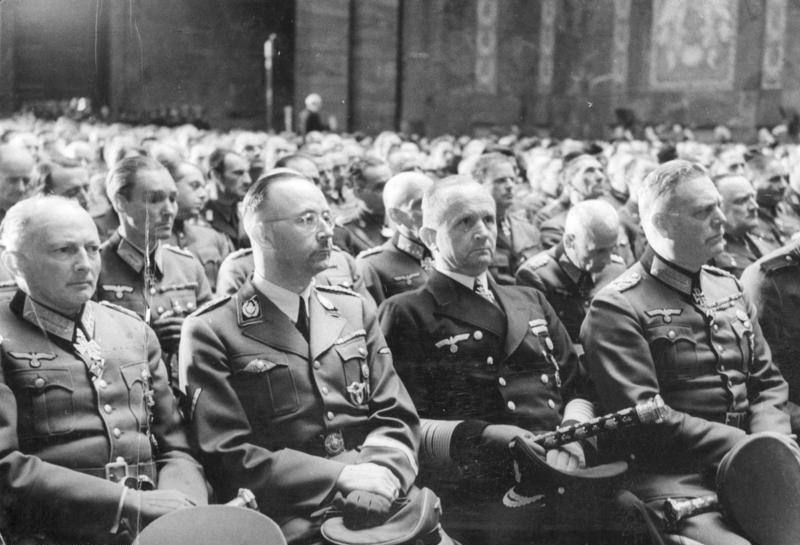
Le 26 avril 1944 à la nouvelle chancellerie du Reich, de gauche à droite au premier rang : Kluge, Himmler, Dönitz et Keitel.

Progressivement au cours du conflit, Himmler tente d'obtenir de Hitler davantage d'autonomie par rapport aux autres centres de pouvoirs au sein du Reich. Par exemple, en 1943, c'est une autorisation générale d'utilisation des crédits de l'État qu'il brigue, sur le modèle de ce qu'a obtenu la Wehrmacht à partir de 1935. Ainsi, le conflit commencé, Himmler, en tant que chef suprême de la police dans le Reich, nomme, sans se soucier des conséquences financières, des hauts responsables de la SS à des postes de commandement de la police du Reich. Cette politique de nomination suscite l'ire du ministre des Finances, Lutz Schwerin von Krosigk, qui voit se dresser contre lui non seulement Himmler, mais aussi Hans Lammers, qui concluent un arrangement en mars 1943, au grand dam de certains fonctionnaires de la chancellerie du Reich.
En 1943, il devient ministre de l'Intérieur. À partir de juillet 1944, il étend son domaine de compétence à la justice militaire et, par ses circulaires, encourage une justice de plus en plus expéditive et brutale : en 1945, les cours de justice militaire prononcent 4 000 condamnations à mort, tandis que les cours martiales spéciales sont responsables de 6 000 à 7 000 pendaisons. De plus, Himmler est parfaitement informé de l'état d'esprit de la population, de celui des responsables du NSDAP et des unités engagées sur tous les fronts, ceci par les multiples rapports que lui adressent ses subordonnés : en particulier, en septembre 1944, Kaltenbrunner, successeur un an et demi plus tôt de Heydrich à la tête du RSHA, l'informe de l'état d'esprit de la population, ou encore de l'attitude des cadres du NSDAP, dans les régions directement menacées par les Alliés.
Au cours de l'année 1944, sa nomination comme responsable de l'armée de terre de réserve le place à la tête des 2 millions d'hommes de cette armée de suppléance, de la gestion des prisonniers de guerre, de la discipline au sein de la Wehrmacht, de son armement et de la formation des effectifs. Mais au sein de l'appareil d'État nazi, cette nomination suscite sinon des oppositions, du moins des « réserves », celles de Goering notamment, qui obtient que les compétences de Himmler ne concernent pas la Luftwaffe.

#### À la tête de vastes unités de la Wehrmacht
Chargé le 15 juillet 1944 par Hitler à la fois de la responsabilité de l'endoctrinement de l'armée et de la juridiction disciplinaire au sein de la Wehrmacht, il supplante dans les faits les militaires responsables de l'armée de réserve.
L'attentat du 20 juillet 1944 vient accroître ses pouvoirs puisqu'il est nommé par Hitler commandant en chef de l'Ersatzheer. Nommé dans les heures qui suivent l'échec de cet attentat, il commence par réorganiser cette armée de réserve en peuplant son centre de commandement de Berlin, lequel avait constitué le vivier de recrutement privilégié des « conjurés du 20 juillet », de fidèles : ainsi, son adjoint et chef d'état-major est un SS de confiance, Hans Jüttner, jusque-là responsable de la direction centrale de la SS. Ensuite, il tente d’insuffler non seulement aux responsables des unités qui la composent, mais aussi aux officiers de la Wehrmacht une fidélité aux idéaux nationaux-socialistes, à l'aide parfois de menaces à peine voilées et surtout, d'évocation des vertus SS. À la tête de cette unité, il est aussi responsable des prisonniers de guerre faits par la Wehrmacht tout au long du conflit : à ce titre, malgré ses réserves, il est amené à se rapprocher de Vlassov, avec lequel il met sur pied une armée de 45 000 soldats. De plus, il joue entre juillet 1944 et janvier 1945 un rôle important dans la gestion de l'équipement de l'armée, qui concerne aussi la gestion des armes secrètes. Toutefois en janvier 1945, malgré le soutien de Goebbels, Hitler lui retire la gestion de l'équipement de l'armée de terre.
Cette nomination à la tête de l'Ersatzheer est complétée par sa compétence, octroyée par Hitler le 2 août 1944, à mener une chasse impitoyable aux « planqués » et aux administratifs dans les services de l'État, de l'ensemble des organisations du parti et de l'armée, afin de reconstituer des divisions de Volksgrenadier ; 500 000 hommes sont recensés, permettant la constitution de 15 divisions. L'autorité de Himmler sur l'armée de réserve lui donne également des compétences sur l'arrière du front : il organise ainsi des unités d'interception, chargées de procéder à l'arrestation, puis au renvoi sur le front, des soldats éloignés de leurs unités.
Envoyé sur le front Ouest en septembre avec les pleins pouvoirs pour constituer un front homogène, il met un terme au processus de désintégration du front, en ratissant les campagnes, cueillant ainsi les soldats séparés de leur unité, les membres des organisations nationales-socialistes en fuite devant l'avancée des troupes alliées vers l'Est : au milieu du mois, sur ses ordres, la police et la SS ont réussi à rallier 160 000 hommes, soldats, membres de l'Organisation Todt, des services administratifs du parti, ou du service du Travail. Commandant du groupe d'armées Oberrhein, il installe son quartier général dans son train spécial, stationné en gare de Triber, en Forêt-Noire, à proximité d'un tunnel ; sous son commandement, le groupe d'armées mène trois offensives, mais ne rencontre pas le succès escompté.
En janvier 1945, alors que le front de la Vistule se désintègre, il est affecté par Hitler à la tête du groupe d'armées Vistule, pour tenter de faire des unités qui composent ce groupe d'armées une force de combat cohérente. Il prend son nouveau commandement le 21 janvier, lorsque son train spécial arrive en gare de Schneidemühl. Il prend contact avec les officiers de son état-major, auxquels il donne l'impression d'être un « aveugle qui parle de couleurs » ou un novice terrorisé par Hitler. En effet, pour colmater la brèche ouverte par l'Armée rouge, il prône comme solution l'offensive et la résistance autour de places fortes. Il semble prendre progressivement conscience de ses lacunes, d'après ce que rapportent ses officiers. En mars, après une visite de Hitler sur le front, il est malade et tente de mener les opérations depuis le sanatorium où il est soigné, mais il est relevé de son commandement le 21 mars.

### Négociations et disgrâce (février-avril 1945)
Depuis l'hiver 1944-1945, Himmler, comme beaucoup de dignitaires nazis, sait que l'Allemagne a perdu la guerre. Mais il continue à sacrifier des milliers d'Allemands en leur martelant que le Reich peut encore être victorieux.

« Nos mauvais ennemis devront constater et comprendre qu'une intrusion en Allemagne, dût-elle réussir ici ou là, leur coûtera un prix qui équivaudra pour eux à un suicide national. »

— Heinrich Himmler, dans un discours du début 1945.
Ses conseillers, par exemple Walter Schellenberg (le chef du contre-espionnage) et Felix Kersten (son médecin), lui proposent de destituer Hitler, ce qu'il refuse de faire. En revanche, afin de donner une seconde chance au Parti national-socialiste durant l'après-guerre, il décide de contacter les Anglais et les Américains par le biais du comte Folke Bernadotte. Ce dernier est le vice-président de la Croix-Rouge suédoise et les deux hommes se rencontrent pour la première fois au sanatorium de Hohenlychen près de Berlin le 14 février 1945. Bernadotte prend en note le projet de pacification prévu entre le Reich et les Alliés proposé par Himmler. Le Reichsführer-SS y stipule que l'Allemagne se soumettrait au Royaume-Uni et aux États-Unis à condition qu'elle puisse poursuivre la résistance contre le « bolchévisme ».
Himmler s'installe dans la propriété de son médecin Felix Kersten à Hartzwalde, au nord de Berlin. Les Suédois — et probablement Bernadotte lui-même — demandent à Kersten d'intervenir pour éviter le sabotage des camps de concentration comme le voulait Hitler. Le 12 mars 1945, après de longues négociations, Himmler assure qu'on ne sabotera pas les camps de concentration et que la Croix-Rouge suédoise sera autorisée à envoyer des vivres pour les prisonniers. Un membre du Congrès juif mondial, Norbert Masur, est dépêché sur place et obtient la garantie que Himmler et ses SS ne molesteront plus aucun Juif.
Le 28 avril, Adolf Hitler est mis au courant des trahisons de Himmler. L'ancien Reichsführer-SS est déchu de ses fonctions et aussitôt remplacé par Karl Hanke du 29 avril au 5 mai 1945. Après la mort de Hitler, un nouveau et éphémère gouvernement nazi se forme sous la houlette de Dönitz, appelé le gouvernement de Flensburg. Tentant de proposer ses services, Himmler est refoulé par l'amiral. Le maréchal Keitel capitule le 8 mai 1945 face aux Soviétiques. Commence alors pour Himmler une véritable chasse à l'homme.

### La fuite et la mort (mai 1945)

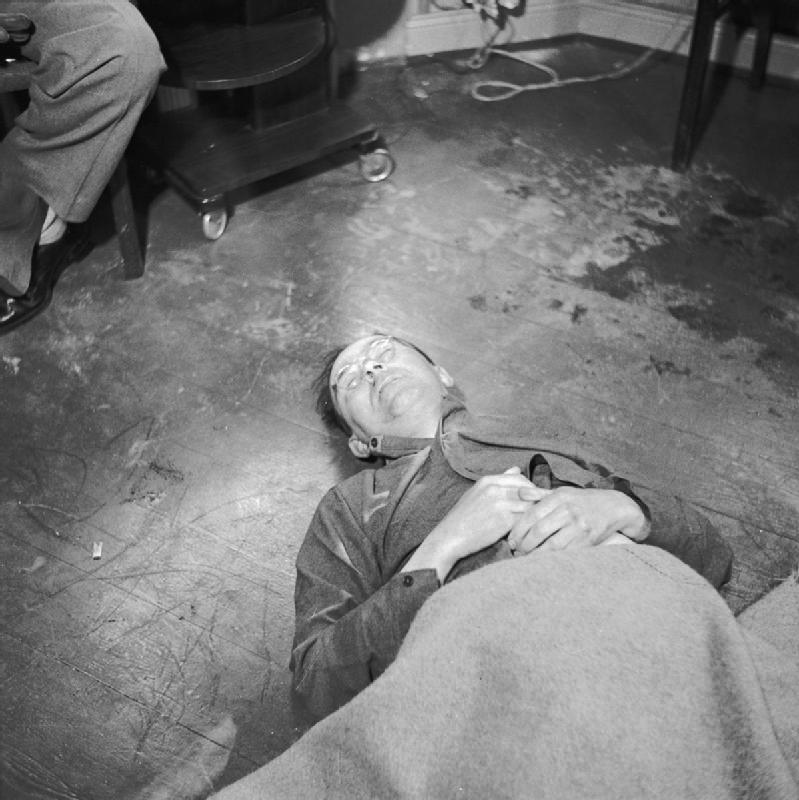
Himmler après son suicide.

Refoulé par le nouveau gouvernement, officiellement démis de l'ensemble de ses fonctions le 6 mai 1945, il tente de jouer un rôle important dans le gouvernement de Flensburg, proposant ses services et ceux de la SS aux uns et aux autres.
Il dispose encore de monnaie d'échange, via le sort des prisonniers de guerre, confiés depuis le mois de juillet 1944 à l'Ersatzheer, et des déportés non encore libérés. Il tente donc de négocier mais, allant d'échec en échec, il se retrouve isolé au début du mois de mai sans avoir préparé sa fuite autrement qu'avec de faux papiers militaires et un déguisement de soldat débandé.
Pourchassé par les Alliés, Himmler erre plusieurs jours autour de Flensbourg près de la frontière danoise, avec ses derniers fidèles, cinq de ses plus proches collaborateurs : deux de ses aides de camp et des policiers SS de haut rang, dont Heinrich Müller. Son projet est de fuir soit en Bavière soit en Autriche où il pourrait se cacher. Rasé et déguisé en sergent-major de la Geheime Feldpolizei, il porte un bandeau sur l'œil gauche, un uniforme déchiré et de faux papiers au nom de Heinrich Hitzinger mais, ayant refusé d'abandonner ses lunettes, il demeure reconnaissable. L'unité qu'il a rejointe est arrêtée à Bremervörde près de Hambourg par les hommes du sergent Arthur Britton, le 22 mai 1945. Le fait que le pseudo-Hitzinger présente des papiers neufs et tous les documents nécessaires en pleine période de débâcle attire l'attention des policiers professionnels de l'armée britannique.
Son unité est envoyée dans le camp de prisonniers de Barnstedt près de Lunebourg. Un sous-officier britannique raconte la scène du 23 mai 1945 :
« On ne savait pas que c'était Himmler, je savais seulement que c'était un prisonnier important. Quand il est entré dans la pièce, non pas la personne élégante que nous connaissons tous, mais en chemise de l'armée et en caleçon long, avec une couverture autour du corps, je l'ai aussitôt reconnu. Je lui ai adressé la parole en allemand, je lui ai indiqué un canapé libre et je lui ai dit : « Voilà votre lit, déshabillez-vous ». Il m'a regardé, puis il a regardé un interprète et il a dit : « Il ne sait pas qui je suis ! » J'ai dit : « Si je sais, vous êtes Himmler et ceci est votre lit, déshabillez-vous ! » Il m'a regardé fixement, mais je lui ai rendu son regard, finalement il a baissé les yeux et s'est assis sur le lit et il a commencé à retirer ses caleçons. Le médecin et le colonel sont entrés, ils cherchaient du poison, nous le soupçonnions d'en dissimuler sur son corps. Le médecin a regardé entre ses orteils, partout sur son corps, sous ses bras, dans ses oreilles, derrière ses oreilles, dans ses cheveux et puis il est arrivé à sa bouche. Il a demandé à Himmler d'ouvrir la bouche, il a obéi et il arrivait à remuer la langue assez facilement. Mais le docteur n'était pas satisfait, il lui a demandé de se rapprocher de la lumière, il s'est approché et il a ouvert la bouche. Le docteur a essayé de lui mettre deux doigts dans la bouche pour mieux regarder. Alors Himmler a retiré la tête d'un seul coup, a mordu le docteur aux doigts et a cassé la capsule de poison qu'il gardait depuis des heures dans la bouche. Le docteur a dit : « Il l'a fait, il est mort ». On a mis une couverture sur lui et on l'a laissé là. »
— Témoignage du sergent-major Edwin Austin
Comme beaucoup d'autres nazis, Himmler se suicide le jour même de l'arrestation des membres du gouvernement de Flensbourg. Ses derniers mots ont été : « Ich bin Heinrich Himmler » (« Je suis Heinrich Himmler »). Le lendemain matin, le cadavre est enterré secrètement dans une tombe anonyme quelque part dans la lande de Lunebourg, les Alliés ne voulant pas qu'elle devienne un lieu de pèlerinage nazi.
En 2005, dans un ouvrage contesté, Martin Allen affirme que Himmler aurait été assassiné par les Alliés, en prétendant se fonder sur de nouveaux documents qui sont en réalité des faux.

### «L'architecte» du système concentrationnaire puis de la Solution finale

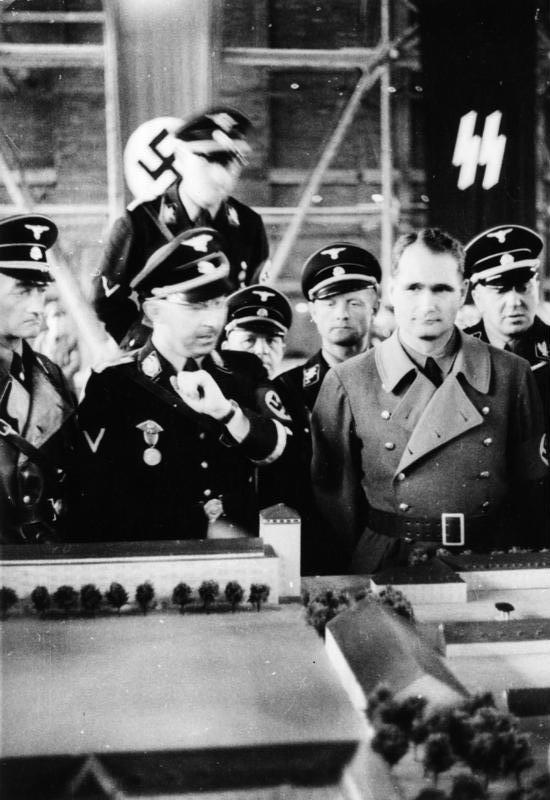
Himmler et Rudolf Heß à Dachau en 1936.

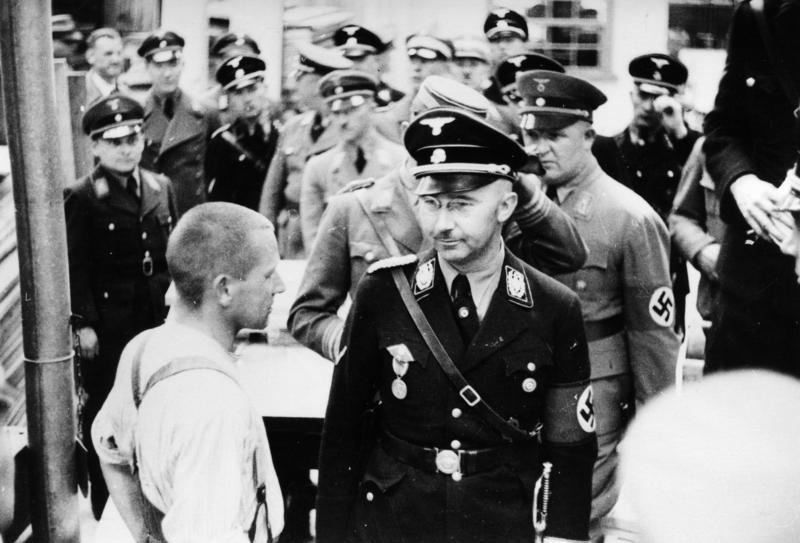
Himmler en visite au camp de Dachau (1936).

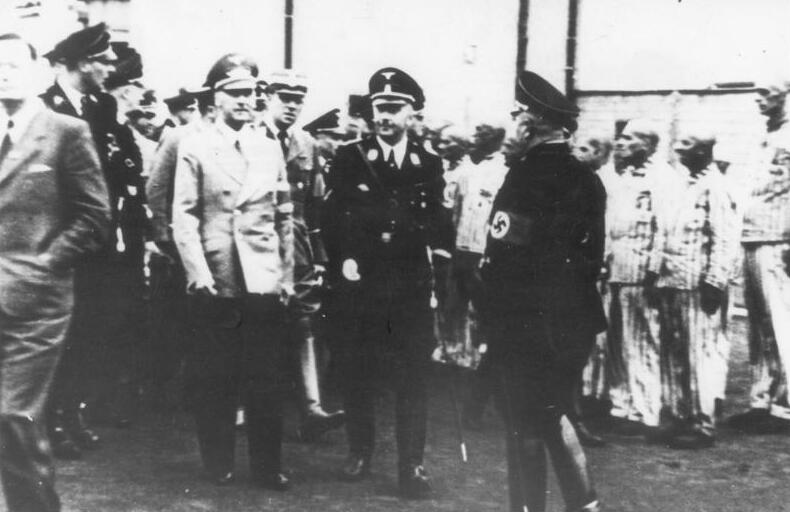
Visite du camp de Sachsenhausen en 1936.

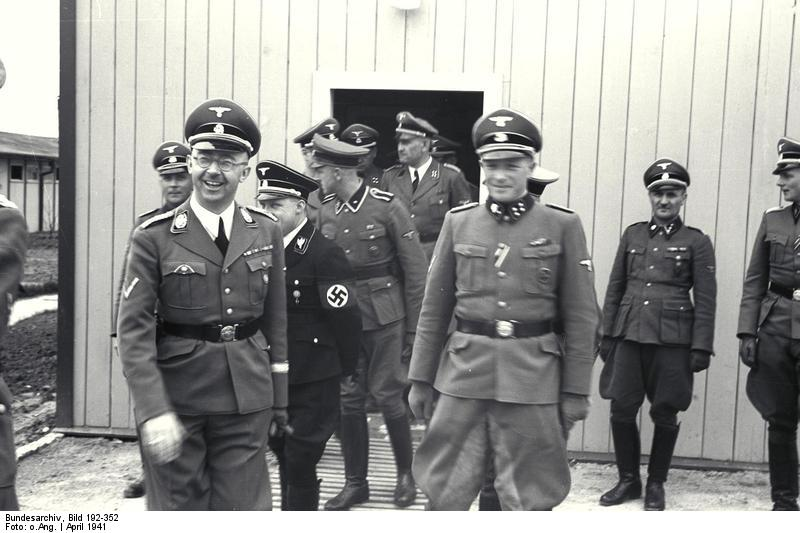
Visite du camp de Mauthausen en 1941.

Après la nuit des Longs Couteaux, les unités SS-Totenkopfverbände sont chargées d'organiser les camps de concentration et, après 1941, le réseau des camps d'extermination. À Dachau, puis dans les autres camps, elles imposent depuis 1933 une discipline effroyable aux prisonniers dont elles ont la garde. Himmler et Heydrich sont les artisans principaux du massacre d'environ six millions de personnes, essentiellement des Juifs, lors de la mise en œuvre de la Solution finale. Celle-ci se développe en plusieurs étapes :
- dès 1937, Himmler souhaite expulser les Juifs par l'émigration forcée mais deux ans plus tard l'Allemagne entre en guerre et le blocus des frontières du Reich rend cette entreprise impossible ;
- en 1940, après la victoire contre la France, la bureaucratie SS pense expulser les Juifs à Madagascar, sans succès ;
- en juillet 1941, mise en œuvre du « programme Heinrich » préparé par Himmler lui-même : dans le cadre de la préparation de la guerre contre l'Union soviétique, les nazis planifient l'extermination des élites et l'asservissement de la population russe ainsi que la déportation des Juifs en Sibérie ;
- de juillet 1941 à l'hiver 1941-1942 : les Einsatzgruppen, en activité depuis le début de l'opération Barbarossa, massacrent près d'un million de Juifs, hommes, femmes et enfants.

Le 7 octobre 1939, Himmler est nommé chef du Commissariat du Reich pour l'unification de la patrie allemande. Son objectif est de déplacer 250 000 Allemands qui habitent en Pologne russifiée vers la zone annexée par le Reich. Pour lui, l'unification ne peut se faire sans l'élimination des opposants.

« Alors que nous devions transférer des milliers, des centaines de milliers d'individus, il fallut réagir impitoyablement - écoutez ceci mais oubliez-le aussi vite - et fusiller des milliers de Polonais influents, afin d'éviter que plus tard ils ne se vengent sur nous (…). Il est certes beaucoup plus facile de monter en ligne avec une compagnie que de supprimer une population encombrante, de bas niveau culturel, ou de transférer des gens ou d'expulser des femmes criardes ou hystériques, ou de rapatrier nos frères de race germanique et de prendre soin d'eux. »

— Lettre de Heinrich Himmler aux officiers SS, 
À l'automne 1940, Himmler s'adjoint les services de Richard Korherr, statisticien nazi, expert à la fois en statistique raciale et dans le maniement des cartes perforées (il rédigera par ailleurs le célèbre « rapport Korherr ») ; par décret du 9 décembre 1940, il le nomme inspecteur de la statistique de la SS et de la police allemande, précise ses pouvoirs et précise que le nouvel inspecteur de la statistique ne dépend que du Reichsführer SS : responsable devant Himmler de l'ensemble de la statistique de la SS, Korherr devient rapidement le responsable de la statistique ethnique dans la SS, dans le Reich et dans les organismes chargés de la colonisation. Himmler n'hésite pas à se ranger fréquemment à l'avis de l'inspecteur de la statistique, rapidement devenu indispensable à ses yeux, y compris en s'opposant à ses lieutenants les plus chevronnés.
En juin 1941, au début de la campagne de Russie, Himmler déclare au cours d'une conférence que les opérations à l'Est (le futur programme Heinrich) vont « détruire près de 30 millions de Slaves ». En parallèle, il reçoit de la part de Hitler des pouvoirs étendus et indépendants des autres autorités : la directive no 21 du 13 mars 1941. Dès lors, les « missions particulières » comme les appellent les SS, peuvent être exécutées sous les ordres de Himmler dans la zone des armées : la coopération entre la Wehrmacht et le SD est définie.
Le « programme Heinrich » est lancé officiellement le 21 juillet 1941 par Himmler et il concerne tous les SS qui participent à l'opération Barbarossa en Europe de l’Est. Ce programme regroupe les pensées fanatiques du Reichsführer-SS. « Heinrich » fait référence à Himmler lui-même mais surtout à son idole médiévale, Henri l'Oiseleur roi de Germanie. D'autre part, le programme suit également à la lettre le projet de Mein Kampf qui prévoit dès 1924 un « espace suffisant » ou un « espace vital » (Lebensraum) pour l'évolution du peuple allemand vers l'Est.
Pour mener à bien leur plan, Himmler et Heydrich ont besoin de la coopération de l’ensemble de l'administration allemande. Le 20 janvier 1942, se tient à Berlin la conférence de Wannsee, présidée par Heydrich. Le Reichsführer-SS impose la ligne de conduite générale et se décharge de la réalisation sur son adjoint Reinhard Heydrich. Cette conférence réunit les secrétaires d'État des principaux ministères. Le sujet à l'ordre du jour est la « Solution finale de la question juive européenne ».
Par l'ordonnance du 16 décembre 1942, le Auschwitz Erlass, Himmler ordonne le transfert des tsiganes et demi-tsiganes du grand Reich vers Auschwitz-Birkenau.
En mars 1943, malgré les réticences de la Bulgarie, et la mauvaise volonté du gouvernement, 15 000 Juifs des territoires annexés en Grèce et en Macédoine sont déportés vers Treblinka. Un trajet compliqué est mis en place, incluant le transport par train et par bateau (sur le Danube) : cette difficulté pousse le Reichsführer-SS à privilégier de manière systématique le train pour le transfert des Juifs vers les camps de Pologne. À partir de cette date, il demande avec insistance au ministre des transports le plus grand nombre de trains possible.
À compter de ce moment, il joue un rôle de coordonnateur des différents acteurs de la solution finale : le transport des déportés vers les camps de Pologne, les allocations de travailleurs forcés, ou tout ce qui peut avoir un impact sur le rythme des tueries.
Le 6 octobre 1943, Himmler tient à Posen un discours devant des dignitaires nazis :

« la phrase 'les Juifs doivent être exterminés' comporte peu de mots […] ce qu'elle nécessite de la part de celui qui la met en pratique est ce qu'il y a de plus dur et de plus difficile au monde. […] Que fait-on des femmes et des enfants ? Je me suis décidé et j'ai trouvé une réponse évidente. Je ne me sentais pas le droit de les exterminer […] et de laisser grandir leurs descendants qui se vengeraient sur nos enfants et nos descendants. Il a fallu prendre la décision de faire disparaitre ce peuple de la Terre »

### Un acteur, mais aussi un témoin de la Solution finale
Dès l'invasion de l'URSS, Himmler multiplie les visites d'inspection auprès de ses subordonnés, commandant d'importantes structures gérées par la SS : camps de concentration, biens que s'est appropriés la SS, etc. Dans les premières semaines qui suivent l'attaque de l'Union soviétique, Himmler se livre à une inspection éclair de ses subordonnés en Russie-Centre, une circonscription du Commissariat du Reich de l'Est (Ostland) : il arrive à Minsk le 14 août 1941, convoque ses subordonnés sur place pour une réunion de travail, puis assiste à une exécution de masse, au cours de laquelle il aurait commandé une salve. C'est à la suite de ce voyage qu'il donne l'ordre à Artur Nebe de concevoir un moyen de mettre à mort les Juifs de manière à « ne pas recourir au peloton d'exécution » : Nebe utilise comme cobayes les patients d'un asile psychiatrique visité par Himmler au mois d'août.
Selon le même procédé, le 17 juillet 1942, il inspecte personnellement le camp d'Auschwitz, assiste impassible à la mise à mort par gaz de Juifs de Hollande, s'intéresse alors au sort des corps des gazés, puis quelques jours plus tard, fait parvenir aux commandants des camps d'extermination une note ordonnant de brûler les corps, aussi bien ceux jetés dans les fosses, comme c'était l'usage jusqu'alors, que les corps des prochaines victimes des gaz.
En effet, à la suite de la découverte des victimes du massacre de Katyn perpétré par l'Armée rouge, Himmler était devenu soucieux de préserver le secret quant aux opérations d'extermination des Juifs (contrairement à Globocnik qui y voyait un motif de fierté).
C'est aussi à la suite de ses inspections et vraisemblablement sur son ordre que, dans les camps de l'Aktion Reinhard, l'ordre fut donné de déterrer les corps des victimes assassinées dans les chambres à gaz et de les brûler, notamment à la suite de sa visite à Treblinka à la fin du mois de février 1943.

## Un théoricien mystique

### Influences idéologiques

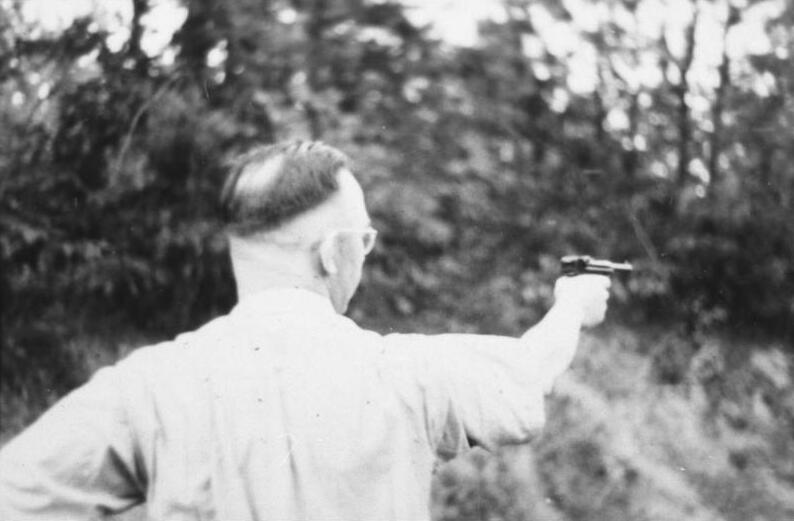
Himmler s'exerce au tir au pistolet (1940).

« Fonctionnaire de la mort », Heinrich Himmler est avant tout un bureaucrate soucieux du détail jusqu'à la manie. Il compense ses déficiences physiques par son obsession de la pureté raciale de ses hommes.
Himmler oppose le caractère élitiste de la SS, qui devait « réincarner le vieil ordre des Chevaliers teutoniques », au caractère plébéien de la SA. Comme la plupart des nationaux-socialistes, Himmler est influencé par deux théoriciens racialistes : Gobineau et surtout H.S. Chamberlain. Le « philosophe » du parti nazi, Alfred Rosenberg, reprend cette idée de « sang pur » et de l'attachement à la terre développé de concert avec l'idée du Lebensraum (« espace vital ») ; Alfred Rosenberg et Heinrich Himmler sont d'ailleurs les auteurs du Generalplan Ost ayant le plus d'influence.
De plus, il tire ses projets coloniaux d'un certain nombre d'auteurs allemands du début du XXe siècle, dont le pangermaniste Otto Richard Tannenberg, nostalgique du Moyen Âge, partisan d'un « conflit racial » avec les Slaves pour le contrôle des vastes territoires de l'Est de l'Europe, permettant ainsi la création d'un empire allemand en accord avec l'idée du Drang nach Osten (« poussée vers l'est »), progressivement colonisé par des paysans soldats allemands. En 1939 lorsque ces projets sont réalisables, ils suscitent l'opposition de l'un de ses mentors, le ministre Walter Darré, qui juge dépassée l'institution du colon-paysan-soldat (Les détails de ce débat idéologique sont recensés dans l'article Generalplan Ost : concept et idéologie).
Son opposition au christianisme est fondée sur l'idée que la christianisation n'a été que de façade, et surtout qu'elle a été un crime perpétré contre les Germains. Ainsi, les représentants de ce courant völkisch, présent en Allemagne dès le début du XIXe siècle et qui connaît non seulement un succès académique mais aussi un engouement populaire, exercent une forte influence dans les milieux nationalistes côtoyés par Himmler. De plus, la défaite de 1918 encourage la remise à la mode, dans ces milieux, du mythe du héros germanique, popularisé dans les trois premières décennies du siècle par les romans de Werner Jansen (de), lus par Himmler en 1923-1924.

### Théories raciales
Dans le cadre de l'idéologie agrarienne de la ligue des Artamans, la colonisation des territoires de l'Est de l'Europe par le Reich constitue la continuation du Drang nach Osten médiéval. Dans cette perspective, héritée du Blut und Boden, la régénération du sang germanique est rendue possible par un retour à la terre dans le Reich et par la colonisation agraire en dehors de ses frontières. Ces idées agrariennes se doublent d'un fort racisme à l'encontre des Slaves, biologiquement inférieurs, prêts à la soumission et destinés à l'esclavage et à l'extermination.
Ces derniers sont en effet perçus comme la principale menace que le Reich aura à affronter, car il craint l'émergence d'un nouveau Gengis Khan, parmi les peuples slaves et asiatiques. À partir de 1940, il inscrit la guerre contre les Slaves dans la lutte historique qui met aux prises depuis de nombreux siècles les Germains, d'une part, et, d'autre part, les peuples qui déferlent sur l'Europe depuis l'Asie Centrale, – des Huns aux Bolcheviks – et aspirent à la conquête du continent européen : à ses yeux, Staline est le digne continuateur d'Attila, de Gengis Khan, de Tamerlan, mais Himmler pense que, à la différence de ses prédécesseurs, Staline a trouvé celui qui saura arrêter le déferlement asiatique, Hitler. Pour limiter les conséquences de cette menace, il affirme constamment sa volonté non seulement de « dérober, saisir, voler le sang germanique dans tout l'univers, là où [il] le peu[t] », mais aussi de rechercher, dans l'Est de l'Europe, tous les individus porteurs de sang germanique. Ainsi, il espère donner aux 700 millions d'Européens, dirigés par 300 millions d'Allemands, les moyens de résister victorieusement à une menace asiatique de plus d'un milliard d'individus, comme il le formule devant un parterre de généraux SS à Posen en octobre 1943, tout en privant l'adversaire asiatique de chefs potentiels susceptibles de parvenir à son objectif millénaire de déferler sur l'Europe. Pour Himmler, les dirigeants des peuples asiatiques qui ont représenté une réelle menace pour le Reich sont des membres de la race aryenne, des représentants d'une résurgence de « gènes germaniques perdus ».
Ainsi, son discours devant des cadres SS en novembre 1938, ainsi ses Réflexions sur le traitement des peuples étrangers à l'Est, rapport remis à Hitler le 28 mai 1940, fournissent à Himmler l'occasion de défendre l'idée de classer les populations non allemandes pour permettre l'intégration dans le Reich des éléments germanisables, porteurs de ces gènes germaniques perdus.
Selon lui, pour repérer ces éléments, souvent des individus, il est nécessaire de détruire la conscience nationale des peuples étrangers, les transformant en « bouillie », à partir de laquelle seront extraits les individus valables racialement, et donc germanisables. Il préconise une mise en application de ce programme avec les Cachoubes, population slave de Poméranie, peu nombreuse, puis son extension aux Polonais, aux Gorales de Silésie et aux Ukrainiens dans le cadre d'une politique de longue haleine. Détruire la conscience nationale de ces peuples passe, selon Himmler, par une politique scolaire spécifique, limitant la scolarisation à la fin de l'école primaire, sauf demande expresse de la famille : dans ce cas, après accord de la hiérarchie SS, à la suite d'analyse raciale notamment, les parents pourront soit céder leur enfant à la SS, soit accompagner ce dernier en Allemagne ; en cas de refus, ces « éléments de bon sang » ne pourront plus avoir d'enfants, pour éviter l'émergence de chefs susceptibles de mener une opposition efficace.

### À la recherche d'un substitut au christianisme

#### Himmler et la religion
Pour Himmler, les membres de la SS doivent être des croyants : pour lui, comme il le déclare en 1943, il croit en l'existence d'une force infinie au-dessus de l'humanité, force à laquelle il donne le nom de Waralda, désignant l'Ancien dans la mythologie germanique, qu'il souhaite honorer. Cependant, les croyances que doivent avoir ses subordonnés restent vagues, centrées autour du culte des ancêtres, garant de la fécondité du peuple.
Fasciné par le panthéon germanique et viking, sous l'influence de Karl Wiligut dans ce domaine (ce dernier se montrait partisan de la mise en place d'une religion germanique destinée à se substituer au christianisme), il s'intéresse cependant aux représentations d'Odin et de certains de ses attributs, comme les éclairs, qu'il analyse comme la preuve matérielle d'une maîtrise importante de l’électricité et d'une technologie militaire avancée : pour étayer cette croyance, il ordonne des recherches dans les représentations germaniques à sa disposition.
Mais il sait se montrer pragmatique au gré des circonstances. Ainsi, pour la création de la 13e division SS Handschar, unité SS composée de soldats musulmans, non seulement il accepte la présence d'un imam, mais il salue en l'islam une "religion sympathique et pratique pour les soldats", car elle promet le paradis aux soldats qui se sont vaillamment comportés.
Pour les populations soumises au joug du Reich, il a aussi des idées sur les religions dont il considère qu'il faut encourager le développement : en juillet 1944, dans une lettre à Kaltenbrunner, il ordonne inutilement — du fait de la perte des territoires sur lesquels ces mesures étaient censées s'appliquer — à ce dernier de développer l'enseignement du bouddhisme chez les peuples turcs et la religiosité des témoins de Jéhovah chez les peuples slaves. Cependant, à l'égard de ces derniers, Himmler développe des sentiments ambivalents : il les fait pourchasser, déporter, mais ne peut s'empêcher de les admirer : en effet, pour ce dernier, ils ont des convictions pacifistes très ancrées, qui s'incarnent dans une farouche volonté de résistance aux idéaux nazis et aux mesures que le Reich a pris à leur encontre, volonté de résistance, certes taxée de fanatisme, mais qu'il aimerait bien voir étendue au peuple allemand.
Le culte des ancêtres l'amène à développer des croyances autour de l'immortalité.

#### Hostilité au christianisme
Bien qu’issu d’une famille catholique, Himmler devient, au fil de sa conversion au national-socialisme, un adversaire acharné du christianisme. Peter Longerich, dans sa biographie du chef des SS, décrit en détail les multiples raisons de cette haine que Himmler théorisa dans de nombreux discours et écrits. D’un point de vue personnel, Himmler rejette avec violence la morale sexuelle de l’Église catholique dans laquelle il perçoit l’origine de plusieurs de ses incapacités, notamment son développement sexuel tardif et ses difficultés matrimoniales. Il l’accuse également d’engendrer des tentations homosexuelles auxquelles il aurait été lui-même soumis dans sa jeunesse.
À ses yeux, le christianisme est paré de nombreux inconvénients pour la race aryenne : tout d'abord, il a été prêché par un Juif. Ensuite, il est issu du monde méditerranéen, sorte de magma racial antique, opposé à la pureté nordique. Par tous ces défauts, le christianisme n'est pas compatible avec l'héritage germanique qu'il entend magnifier.
Ainsi, à partir du milieu des années 1930, il analyse le IIIe Reich comme un moment de confrontation ultime entre le christianisme et la germanité. Dans cette optique, il définit les modalités de cette confrontation : la SS est appelée à y jouer un rôle prépondérant, et, fidèle à lui-même, il organise les étapes de cette lutte, qui doit être menée par deux générations : tout d'abord, il ordonne la publication d'une collection d'une cinquantaine de volumes, qui rassemblerait les sources du "patrimoine germanique", puis il serait nécessaire de rechercher les formes spécifiquement germaniques du Moyen Âge ; au terme de cette lutte, les habitants du Reich disposeraient de vertus de substitution aux vertus chrétiennes.
Une autre raison pour Himmler d'éradiquer le christianisme est son projet racial aryen et de défense de la germanité. Aux yeux de Himmler, la race germanique a été pervertie par sa conversion au christianisme : ainsi, il voue Boniface, le missionnaire chrétien, aux gémonies, et reproche à Charlemagne, Charles le Franc dans ses discours, d'avoir massacré les Saxons païens. Le combat mortel contre les « sous-hommes » (juifs et slaves) nécessite de libérer les Allemands des principes chrétiens comme la charité ou l’amour du prochain pour mieux faire émerger les « vertus » germaniques.
Germanisation et déchristianisation appartiennent, pour Himmler, au même processus. Selon Peter Longerich, ce combat antichrétien est la « mission de sa vie » et la « vocation première » de la SS : « L’anticommunisme et l’antisémitisme de Himmler ne font aucun doute, et il extermina sans pitié ces deux groupes d’opposants. Mais fondamentalement, il s’intéressait beaucoup plus au christianisme ».
Himmler vilipendait l’action néfaste de Charlemagne et de saint Boniface qu’il rendait responsables de la christianisation des Germains. Il espérait remplacer les références chrétiennes de la société allemande par des références au culte païen ancestral qui seul pouvait régénérer le monde allemand. Par exemple, il souhaite débaptiser Noël en fête du solstice d’hiver ou de Iulz, et faire du solstice d’été une fête de l’accouplement. Dans la SS, le baptême des enfants est déjà remplacé par une simple bénédiction du nom.
Selon Albert Speer, Hitler, tout autant hostile au christianisme que Himmler, était par contre peu favorable à la recréation d'un culte païen et se félicitait de vivre à une époque de libération de toute mystique ; Hitler regrettait la conversion des Germains au christianisme et préférait l'Islam, religion qu'il percevait comme fanatique et guerrière, mais il voulait attendre la fin de la guerre pour régler leurs comptes aux églises chrétiennes, ce qui le conduisit à refréner certaines ardeurs antichrétiennes et mystiques du chef des SS.

#### La mise en place d'un contre-modèle
Pour contrebalancer le christianisme au sein de la SS, Himmler entend proposer un mode de vie germanique et païen à la SS. Ainsi, il est influencé par Karl Maria Wiligut, dont il assure la promotion dans la SS, et avec lequel il conserve des rapports malgré la disgrâce de ce dernier, en 1939.
Il propose aux membres de la SS un rituel de substitution au christianisme, rituel rythmé par des fêtes païennes, autant d'occasions de distribuer des cadeaux à forte charge symbolique : la fête solsticiale constitue la plus importante des fêtes à célébrer dans la SS. Ainsi, la fête de Noël est remplacée par la célébration du solstice d'hiver, occasion non seulement de compétitions intellectuelles, mais aussi de commémoration des ancêtres et du passé germanique. Durant cette fête, le Reichsführer donne aux participants des chandeliers de Iulz, chandelier à trois branches symbole de renouveau lié au début de l'année. Le rituel de cette fête est très précisément défini et doit inculquer au participant l'idée qu'il ne peut rien s'il ne s'insère pas dans la « chaîne sans fin de sa race ». À partir de 1937, il ordonne aux SS de se faire accompagner de leur épouse ou de leur fiancée, les jeunes couples se voyant offrir de la part du Reichsführer SS un chandelier de Iulz.
Mais le solstice d'été constitue la grande fête de la SS, qu'il suit avec ferveur, exigeant des rapports sur leur déroulement dans l'ensemble du Reich à partir de 1938. Défendant l'idée que, dans certaines tribus germaniques, les enfants ne sont conçus que durant cette fête, il fait de cette fête une fête de l'accouplement. Non seulement, il se fait un devoir d'assister chaque année aux fêtes solsticiales (sauf à celles de 1937, les obsèques de Ludendorff se tenant à la même date), mais il intervient régulièrement dans l'organisation du rituel qui doit se tenir durant cette fête, qui doit aussi prendre la forme de compétitions sportives.
Il met aussi en place des cérémonies de passage sur le modèle des cérémonies chrétiennes : le baptême devient la « bénédiction du nom », dont nous avons une idée précise du déroulement grâce à des textes. Dans une salle de bénédiction, devant un autel recouvert d'un drapeau à croix gammée, la cérémonie est organisée autour de la personne de Hitler, présent par un portait et par la lecture psalmodiée d'extraits choisis de Mein Kampf et est présidée par un « consécrateur ». L'enfant se voit doté d'un parrain : quand le parrain est Himmler, il offre un gobelet en argent, une cuillère, et à partir de 1936, un « ruban de vie de soie bleue ».
Il souhaite aussi intervenir dans l'organisation d'un culte des morts spécifique à la SS. Dans un premier temps, il intervient dans le protocole qui doit présider aux funérailles des membres de la SS ; citant l'exemple des funérailles de son père, il souhaite alors simplement une cérémonie distincte de la messe des morts chrétienne. De même, en 1936, il demande à ses services de lui soumettre des modèles de cercueils, et définit les végétaux qui doivent être déposés sur le cercueil, l'été comme l'hiver.
Pour toutes ces cérémonies, il tente de remplacer les chants chrétiens : il ordonne à la SS de commander à de jeunes auteurs allemands de nouveaux chants pour les fêtes de la SS, du parti et de l'ensemble des organisations nazies.
De même, il souhaite matérialiser la camaraderie liant entre eux les plus anciens membres de la SS : ainsi, il distribue des anneaux à tête de mort aux SS les plus anciens dans l'organisation, et oblige ces derniers, souvent responsables au sein de la SS, à le porter constamment. Aux officiers généraux de la SS, il octroie à vie une épée d'apparat, qui doit retourner à la SS à la mort du porteur, ou lorsqu'elle lui est retirée.
Cependant, s'il propose pour la SS un modèle à base religieuse, il demeure farouchement opposé à la mise en place d'une hiérarchie de prêtres ; pour tenter d'éviter ce qu'il voit comme une dérive, il souhaite confier les responsabilités des cérémonies aux commandants de la SS, souvent les Gruppenführer, au sein de leur domaine de compétence. De plus, à partir de 1936, il souhaite que ces cérémonies prennent le caractère d'une fête privée, qui doit se tenir au domicile du soldat concerné, à la fois pour éviter un retentissement dans la presse, mais aussi pour éviter les commentaires ironiques de Hitler et de certains de ses proches.

## De la théorie à la pratique

### Himmler et l'«Est magnifique»
Pour Himmler, « l'Est appartient aux SS ». Sa nomination au poste de commissaire du Reich pour la consolidation de l'ethnie allemande (aux compétences élargies par le décret de Hitler du 12 mars 1942) lui fournit la légitimité, face parfois à d'autres institutions du Reich y compris le RSHA de Heydrich, pour exercer un contrôle sur les projets de colonisation.

#### Un attrait précoce pour la colonisation dans l'Est de l'Europe
À partir de 1919, pour Himmler, l'avenir du Reich se situe dans l'Est de l'Europe, « région mythique de tous les possibles ». Influencé par Rüdiger von der Goltz et son adhésion à la ligue des Artamans, il développe des projets de colonisation agraire des territoires orientaux, définissant une aire de peuplement germanique comprise entre le Rhin et l'Oural. Il place ainsi ses projets coloniaux dans la lignée de l'expansion médiévale allemande. Dans cet Est mythifié, pense-t-il, le peuple allemand pourra se régénérer en conquérant les espaces destinés à la colonisation germanique.

#### Les pouvoirs de Himmler en matière de colonisation
Himmler est parvenu, au terme de lutte de pouvoirs avec Darré, à imposer la prépondérance de la SS dans tout ce qui touche à la colonisation, en articulant, dans un cadre Völkisch, race aryenne et colonisation dans le cadre de concepts opérationnels liant réorganisation démographique du Reich et colonisation de l'Est européen.
Ainsi, en 1935, est mis en place l'office central pour la race et la colonisation, dans lequel travaillent beaucoup d'experts SS ; Himmler construit avec le RuSHA un organisme de planification de la colonisation de l'Est européen, travaillant en lien avec des universitaires et l'Ostforschung. Les chercheurs exerçant dans ces structures disposent à partir d’octobre 1939 d'un champ d'expérimentation, tout en fournissant à l'idéologie nazie une caution scientifique.
Après la campagne de Pologne, il utilise ses pouvoirs étendus pour préparer des projets de colonisation de la Pologne. L'armée, concurrente de la SS dans les projets coloniaux, obtient que la colonisation soit repoussée à la fin du conflit.
Le 7 octobre 1939, Himmler est nommé Commissaire pour la colonisation dans l'Altreich, mais il prend le titre de commissaire du Reich pour la consolidation de l'ethnie allemande : initialement, il a la charge du rapatriement des Allemands dans les frontières du Reich, mais est chargé aussi de l'ensemble de la politique raciale. Ceci signifie, à partir de l'occupation de la Pologne, la colonisation des territoires conquis, l'expulsion des Polonais et des Juifs dans les territoires non annexés, ainsi que l'élimination de ces derniers. Pour mener à bien cette politique, il est représenté dans chaque Gau et il s'appuie sur les chefs supérieurs de la SS et de la Police.
Le 20 juillet 1941, il ordonne à Globocnik, en poste à Lublin, de faire réaliser des études géographiques et géologiques destinées à organiser la colonisation future, non seulement de la Pologne, mais aussi des plaines russes, jusqu'à l'Oural.
Le décret du 12 mars 1942 donne à Himmler des pouvoirs importants en matière de planification de la colonisation ; à partir de ce moment, il tente de contrôler les activités planificatrices (en matière de colonisation) d'autres ministères. Ainsi, à la fin juin 1942, il conclut un accord avec le ministère de l'Agriculture, qui aboutit à la nomination de Konrad Meyer comme chargé de la planification, et le 23 juillet, un accord avec Rosenberg, ministre des Territoires occupés de l'Est, qui confirme la position de Meyer dans les projets de colonisation.

#### Les différents projets de Himmler
Pour réaliser concrètement ses vues, la colonisation de l'Est de l'Europe, Himmler préconise une politique spécifique à l'encontre des Slaves et des peuples de l'Est. Il souhaite non seulement repérer les éléments germanisables par une sélection raciale, et par l'éducation, leur inculquer une conscience germanique ; pour les autres, les ravaler au rang d'esclaves et les chasser ne semble pas suffisant aux yeux de Himmler, dès 1938 : en effet, il se propose de les décimer, d'abord par une politique antinataliste, comprenant des avortements obligatoires, ainsi que des stérilisations de masse, ensuite en éliminant durant la guerre 30 millions de Slaves d'Europe, puis par des transferts massifs de population. La Pologne, que ce soit dans les territoires annexés ou dans les territoires occupés, constitue le premier espace dans lequel Himmler et ses experts de la SS sont en mesure de réaliser le programme fixé.
En effet, doté de pouvoirs étendus par le décret du 7 octobre 1939, appuyé par les directives générales de Hitler qui souhaite une germanisation des territoires annexées en Pologne à la fin de la décennie 1940, Himmler définit le 11 octobre les grandes orientations de son action en Pologne, les Directives pour un programme provisoire : il prévoit la création de villages de 25 fermes, 12 fermes réservées à des Allemands du Reich, trois grandes fermes SS, dont les gérants seraient les chefs du village ; le reste serait dévolu à des Volksdeutsche ou à des éléments germanisables. Au mois de décembre, le 13, il déclare à Lodz vouloir créer une province blonde, en développant l'examen racial des Polonais et des Volksdeutsche.
Bien qu'absent à la réunion qui se tient à Rastenburg le 16 juillet 1941, Himmler se rapproche de Bormann pour mener une politique conforme aux souhaits de Hitler, esquissés lors de cette réunion. Il se propose de germaniser l'Est de l'Europe, mais comme il le définit lui-même dans un article de la revue Deutsche Arbeit, paru en juin 1942-juillet 1942, la germanisation ne consiste pas en l'imposition de la culture allemande (langue, coutumes, lois) à des populations non allemandes, comme le Reich Bismarkien le faisait avec les Polonais, mais de mener une politique démographique systématique qui doit aboutir à ce que l'Est de l'Europe soit peuplé exclusivement d'Allemands : les projets que Himmler développe supposent d'expulser ou d'éliminer 30 à 40 millions d'individus, puis sur les terres ainsi libérées, d'installer des Allemands ou des Volksdeutsche venus de toute l'Europe, voire du monde entier, servis par des Slaves réduits au rang d'hilotes.
Ainsi, il projette avec Globocnik, en poste à Lublin, des projets de colonisation dans le district de Lublin, dans le chef-lieu et dans la ville de Zamość, perçue comme une ville allemande au milieu des plaines polonaises.
Au mois de janvier 1942, il ordonne à Meyer de réactualiser les projets du Generalplan Ost : trois marches coloniales (germanisées à 50 % en 25 ans) seraient créées, en Ingrie, en Crimée, en Lituanie et à Bialystok, auxquelles des points d'appui seraient aménagés, 14 en Pologne, 14 dans l'Ostland et 8 en Ukraine, installés sur les axes de communication. Au sein de ces espaces, pour des raisons démographiques, les populations ne seraient pas expulsées, mais sélectionnées et réinstallées sur des terres des kolkhozes. Himmler amende ce plan, en réduisant les délais pour la germanisation des pays baltes et de la Pologne, et en demandant son intégration dans un plan plus général de colonisation déjà prévus pour les autres territoires périphériques du Reich. Par cette demande, Himmler tente d'étendre géographiquement son action à l'ensemble de l'Europe. Ainsi, en Crimée, il envoie une mission composée de SS pour étudier les possibilités de colonisation, dont les modalités prévoient la dés-urbanisation de la presqu'ile. À la fin du mois d’octobre 1942, Himmler se rend lui-même en Crimée et ordonne au chef de la police et des SS dans la péninsule de préparer un plan de colonisation pour l'après-guerre avec les Volksdeutsche de Transnistrie, d'Albanie et du Sud de la Russie (Manstein et l'état-major économique Est ayant obtenu son report à la fin du conflit) ; en plus de la colonisation proprement dite, sont élaborés des projets de restructurations spatiales : plan de voies de communication modernes, créations de villes et de villages.
Jusque tardivement dans le conflit, alors que la défaite du Reich n'est plus hypothétique, il multiplie les projets et les déclarations concernant ses vues sur l'Est de l'Europe. Ainsi en octobre 1943, devant un parterre de généraux SS, Himmler brosse un tableau de l'Europe conforme à ses ambitions : six à sept cents millions d'habitants, menés par deux cent cinquante millions d'Allemands seront alors en mesure de résister victorieusement à une menace asiatique d'un milliard d'habitants, perçue comme prioritaire par rapport à la menace bolchevique. De même, lors du congrès des Gauleiter de Posen du 3 août 1944, il proclame à nouveau la nécessité pour le Reich de conquérir et coloniser l'Est européen, dans le cadre d'un projet de grande ampleur à l'échelle mondiale. Le caractère tardif de certains de ses projets illustre la volonté de Himmler en particulier et de la SS en général de constituer le pôle de réflexion idéologique dans le Reich.

#### Les premières réalisations
Non content de définir des projets coloniaux plus ou moins aboutis, Himmler dispose, à partir de 1940, de possibilités pour leur mise en application.

##### En Pologne
Du fait de sa partition, une partie importante de la Pologne est placée sous administration allemande ; une partie est purement et simplement annexée, le reste du territoire forme le Gouvernement Général de Pologne, confié à Hans Frank. Les territoires annexés sont intégrés dans le Reich soit dans des Gaue existants, soit dans le cadre de deux nouveaux Gaue. Au sein de ces structures, l'influence de Himmler est variable : Greiser à Dantzig est son homme de confiance, tandis que Froster est un proche de Göring.
Les Gaue rattachés ou étendus en 1939-1940 font l'objet d'un décret spécifique le 30 octobre 1939 ordonnant l'expulsion des Juifs et des Polonais installés depuis 1919, décret dont les modalités d'application sont laissées à la discrétion des Gauleiter : selon Bruno Streckenbach, chef de la Sicherheitspolizei dans le district de Cracovie, 700 000 personnes seraient concernées. Dans le Gau de Dantzig-Prusse occidentale, 87 000 Polonais et Juifs sont expulsés vers le Gouvernement Général en décembre 1939 ; à leur place, à Gdynia, notamment, la SS accueille les germano-baltes chassés d'URSS en application des accords de 1939.
En Silésie, deux opérations se déroulent sur ordre de Himmler, en application du plan de germanisation des territoires polonais annexés : entre septembre 1940 et janvier 1941, sur ordre de Himmler, dans le cercle de Saybusch, situé à 60 km au Sud d'Auschwitz, 4 000 Volksdeutsche des Carpates doivent remplacer 18 000 Polonais expulsés de chez eux sans ménagement le 22 septembre 1940 à partir de 5 heures du matin. Cette opération, comme toutes celles qui se déroulent durant la même période, crée une situation chaotique, situation chaotique qui génère un débat historiographique, mais qui aboutit à la radicalisation des solutions ethniques proposées par Himmler et la SS.
Au cours de l'année 1941, Himmler s'intéresse de près aux projets de colonisation dans le district de Lublin, l'Action Zamość. Le 20 juillet 1941, en inspection à Lublin, il ordonne à Globocnik de construire des points d'appuis SS en Europe orientale. Située à l'intersection de routes reliant la Crimée et l'Ingrie, la ville de Zamość doit servir de vitrine pour les projets coloniaux nazis. Himmler souhaite la mise en place d'une petite patrie destinée à l'accueil de Volksdeutsche de Bosnie et du Gouvernement Général et insiste pour que la région soit totalement germanisée au plus tard à l'été 1943. Au bout de quelques mois, à l'issue du relevé racial et topographique du district, Himmler visite de nouveau le district en juillet 1942 fixe les objectifs en matière de colonisation pour la ville de Lublin et le district de Zamosc les deux districts devant accueillir 50 000 familles de Volksdeutsche, et donne des ordres aux responsables SS du Gouvernement Général pour expulser les Juifs du district : en novembre, les Juifs ayant été transférés ailleurs, l'installation de 10 000 Volksdeutsche sélectionnés peut commencer. Dans le même temps, Himmler ordonne la création de points d'appui SS, à des fins de colonisation et de maintien de l'ordre dans le district jusqu'en 1944 : comprenant plusieurs exploitations agricoles, ils sont peuplés de SS ayant servi au front.
Au total, jusqu'à la fin de l'année 1944, les services contrôlés par Himmler font expulser 900 000 Polonais des territoires annexés par le Reich.
Le Gouvernement Général de Pologne constitue chronologiquement le premier espace géographique non annexé par le Reich concerné par la réalisation des projets coloniaux de Himmler. En effet, laissé sans statut précis par le décret du 8 octobre 1939, il est défini en 1941 comme un pays voisin, sans statut étatique, ce qui donne de nombreux pouvoirs à la puissance occupante. Ainsi, dans un contexte de sourde rivalité avec Hans Frank, quelques opérations se déroulent jusqu'en 1942.
Malgré les oppositions de Frank, le gouverneur général, et de Rosenberg, ministre des territoires de l'Est, Himmler, poursuivant des objectifs définis dans une lettre adressée à Hans Fank le 3 juillet 1943, à savoir la colonisation de la frontière orientale du Gouvernement Général, mène des projets coloniaux jusqu'au retrait des troupes allemandes de Pologne, tout en semblant en minimiser leur impact.

##### Dans les territoires soviétiques occupés
Malgré les ordres de Hitler de repousser la colonisation pour l'après-guerre, Himmler crée en juillet 1941 le commando spécial Russie afin, non seulement d'enquêter auprès des communautés de Volksdeutsche d'Ukraine et de Crimée, mais aussi de préparer sur le terrain la colonisation : répertorier les terres sur lesquelles les colons (Wehrbauern) devront s'établir, jeter les bases de la colonisation par les SS de ces régions (points d'appuis, exploitations SS) ; il s'implique également dans les projets de colonisation en Crimée, malgré ses capacités légales limitées sur ce territoire placé sous administration militaire.
En Ukraine, par contre, Himmler ordonne, après une réunion avec Hitler à Vinnitza le 7 août 1942, le regroupement, après les moissons, de 45 000 Volksdeutsche d'Ukraine dans le district de Hegewald, ainsi que le regroupement de 10 000 autres Volksdeutsche dans la région de Jytomir, après l'expulsion des Ukrainiens. Dans ces zones de colonisations, les populations de Volksdeutsche, encadrées par des paysans SS, sont réparties dans les Kolkhozes locaux, en attendant la moisson de 1943, mais chaque famille reçoit dans un premier temps un jardin d'un hectare ; ce projet se solde par un échec dès avant son évacuation à partir de novembre 1943, sous la pression des succès soviétiques en Ukraine.
En Crimée, il ordonne la création de quartiers allemands à Eupatoria et à Simferopol et le regroupement des Volksdeutsche de Crimée dans des villages allemands, mais tous les projets et les réalisations liés sont abandonnés en septembre 1943.

### Procréation, eugénisme, interventions dans la vie privée et race aryenne

#### Au sein de la SS
En tant que Grand maître de ce nouvel ordre, il institue des critères rigoureux pour les nouvelles entrées dans la SS. L'une de ces unités, la garde spéciale du Führer, se compose jusqu'en 1937 de jeunes hommes blonds, aux yeux bleus, de plus de 1,80 m.
Définissant la SS comme une communauté de clans liés par serment, Himmler intervient dans les choix conjugaux des membres de la SS. Ainsi, le 31 décembre 1931, il édicte une règle de mariage spéciale interdisant aux SS de prendre une épouse qui ne pourrait justifier la pureté de ses origines aryennes sur les deux siècles précédents. Le dessein du Reichsführer-SS est clair : avec l'institution du mariage SS, il veut être le bâtisseur d'un vaste empire germanique de l'Atlantique à l'Oural dans lequel le sort des « races inférieures » voisines serait entre les mains de la « race des Seigneurs ». Cependant, le processus de vérification se révélant à l'usage long et onéreux, les SS futurs mariés se résolvent, malgré les réserves de Himmler, à demander l'agrément seulement après les fiançailles ; dans les faits, en dépit de conditions très strictes, l'agrément est délivré sous la forme d'autorisations provisoires, de plus en plus nombreuses au fil des années, pour faire face à l'engorgement des services compétents dans ce domaine : en juin 1937, Himmler interdit les procédures de sanction, puis, en 1940, il reporte à l'après-guerre les procédures de sanctions pour les SS ayant enfreint la législation SS sur le mariage. Le déclenchement du conflit l'oblige à mettre en place des procédures de plus en plus souples pour le choix de la mariée et l'examen de ses antécédents : en effet, il subordonne le mariage au souhait que chaque SS ait un enfant. Parallèlement à la mise en place de contrôles concernant l'ascendance de la future épouse, il ordonne de soumettre cette dernière à un certain nombre d'examens précis, gynécologiques et physiques, tout en ordonnant à ses SS futurs mariés de s'intéresser de près à sa future belle-famille et à ses antécédents : Himmler préconise ainsi, devant ses subordonnés les plus proches, non seulement le contrôle de cette dernière, et surtout si nécessaire, l’honnêteté à l'égard de la jeune femme, en cas d'impossibilité de se marier.
Il s'oppose également à des mariages pour diverses autres raisons : l'âge de la mariée, comme en 1943 (il considère comme « curieux » le penchant de ses hommes pour des femmes beaucoup plus âgées), dans le cas d'un officier de police SS affecté en Alsace, une maladie contractée par la fiancée durant sa jeunesse, rendant la femme stérile. Mais il se réserve également le droit de passer outre, ou de rectifier, les avis formulés par les médecins SS chargés des enquêtes raciales : ainsi, en 1940, il licencie un médecin SS de Prusse-Orientale qui avait émis un avis négatif sur la fiancée d'un SS, celle-ci remplissant néanmoins un certain nombre de critères physiques nordiques, selon le mot de Himmler. Dans de nombreux cas, lorsqu'il formule ses oppositions formelles au mariage, il ajoute le souhait que le SS « goûte à l'air sain du front, pour refroidir ses ardeurs amoureuses ».
Himmler n'intervient pas seulement dans le choix de la fiancée et de l'autorisation au mariage, il intervient également dans la vie privée des couples SS : à l'une, il suggère de consulter un médecin SS à cause de son surpoids, à un officier SS, il fait savoir ce qu'il pense de son épouse, une "poupée décorative", indigne d'un SS, à un autre, il suggère de demander à sa femme de s'épiler davantage les sourcils, à un autre encore, il fait savoir son souhait de voir son épouse cesser de se maquiller. De même, il s'exprime souvent sur la gestion du couple par les soldats SS : à l'un, il reproche de se laisser commander par sa femme, à l'autre, chef supérieur de la police et des SS au Danemark, il reproche le train de vie de sa femme restée à Brunswick et sa propension à se rendre chez lui à chaque bombardement. Il suggère très fortement aux SS célibataires de se marier, sous peine d'exclusion. Il va jusqu'à s'en étonner auprès des parents du SS en question, leur demandant d'inciter leur fils à se marier, comme en 1943 avec un officier SS de 44 ans, ou en 1936, avec un professeur de gymnastique d'un sanatorium SS à qui Himmler ordonne de se marier, qui exécute cet ordre en octobre 1936, et reçoit des cadeaux d'une valeur de 500 Reichsmark.
Mais le mariage n'est pas un but en soi, mais un moyen pour les SS de concevoir des enfants. Assez rapidement, Himmler prescrit aux familles SS d'avoir entre quatre et six enfants, et il tente de mener une politique de cantonnement des unités en fonction des résidences des épouses. Himmler se plaint sans cesse, durant la guerre, de la faiblesse du nombre d'enfants de ses hommes.
Pour bâtir la race aryenne qu'il recherche, il crée, en 1932, le Rassenamt au sein de la SS, dirigé jusqu'en 1938 par Walther Darré : ce bureau doit sélectionner non seulement les candidats à la SS, mais également leur future épouse. La SS deviendrait ainsi la « nouvelle noblesse du sang et du sol », chère à Darré.
Himmler qualifiait la monogamie, imposée en Europe par le christianisme, de « peste », car notamment fondée sur « la croyance qu'un homme peut se contenter d'une seule femme ». Il prévoyait qu'elle serait abolie dans le futur Reich après la guerre : les SS et les héros de guerre auraient des privilèges parmi lesquels celui d'avoir une seconde épouse « qui sera tout aussi légitime que la première », la Friedelehe des Germains. Ainsi, à partir de 1935, il encourage les relations sexuelles hors mariage, et se propose de traiter le cas des naissances illégitimes : il souhaite non seulement les favoriser dans un rapport interne à la SS, car pour lui, la SS oscille entre deux pôles : le mariage d'un côté, et « l'obéissance aux lois de la nature de l'autre » : de cette obéissance, il espère 200  à   300 enfants par an, mais aussi donner un statut à ces derniers et à leur mère.

#### Dans le Reich
À partir de 1939, le Reich incorpore en son sein des territoires aux populations variées : Sudètes, Gaue constitués ou agrandis à partir de territoires annexés en Pologne, en Lituanie, en France. Dans les territoires annexés en Pologne, il souhaite, sur le modèle des souhaits de Hitler, une « population racialement impeccable », comme il l'écrit à Albert Forster, Gauleiter de Dantzig le 20 novembre 1941.
Ainsi, dès le 12 septembre 1940, l'accord de Hitler obtenu, Himmler prend un décret, d'accord avec Greiser, Gauleiter de Wartheland, sur l'examen et le tri de la population allemande des territoires orientaux incorporés. Ce décret crée la Deutsche Volksliste, une liste des habitants classés en plusieurs catégories. Dans les territoires orientaux, quatre catégories sont retenues par Himmler et Greiser, les trois premières étant considérées comme allemandes ou germanisables, la quatrième recouvrant les peuples étrangers. Himmler estime ce classement nécessaire pour une germanisation réussie des territoires annexés. Le décret du 4 mars 1941, signé par le ministre de l'intérieur reprend et précise les catégories de Himmler, introduisant une nationalité allemande révocable pour les populations Volksdeutsche ou racialement valables. Ces décrets sont appliqués de manière variable par les Gauleiter des régions concernées : dans le Wartheland, Greiser les fait appliquer de manière stricte, tandis que Forster à Dantzig ou Bracht en Haute-Silésie se montrent partisans, appuyés par l'armée et les industriels, de germaniser un grand nombre de Polonais, ce qui entraîne une opposition de Himmler dans une lettre du 20 novembre 1941. À partir de 1943, Himmler renonce à l'examen racial des populations classées dans les catégories 1 et 2 (les plus facilement germanisables), et pour faire face aux besoins militaires et économiques, il assouplit encore davantage les critères d'octroi de la nationalité pour les populations de la catégorie 3.
En 1942, au Lebensborn, Himmler ordonne la mise en place d'une expérimentation audacieuse : fasciné par l'Antiquité grecque, il veut créer, sur le modèle de phalange macédonienne ou du bataillon sacré, un bataillon spécial de SS ayant un nez grec. Il souhaite permettre l'étude systématique des enfants sélectionnés pendant leur enfance et leur adolescence, dans le cadre de cette expérimentation pour pouvoir déterminer si des attributs physiques issus du type grec ancien peuvent constituer des gages d'excellence physique et de forte valeur ajoutée.
Par le décret du 16 décembre 1942, le Auschwitz Erlass, Himmler ordonne le transfert des Tsiganes et des Zigeuner-Mischlinge, demi-Tsiganes, du Grand Reich à Auschwitz-Birkenau.

#### Dans les territoires occupés
Le 28 mai 1940, Himmler remet à Hitler ses Réflexions sur le traitement des peuples étrangers à l'Est. Il y propose de faire disparaître la conscience nationale de l'ensemble des peuples de l'Est pour sélectionner, au plus grand profit de la race aryenne, les éléments valables : en Pologne, par exemple, on sélectionnerait chaque année les enfants âgés de six à dix ans répondant aux critères raciaux, pour les envoyer dans le Reich, avec ou sans leurs parents. Au bout d'une dizaine d'années à ce régime, selon lui, les Polonais seraient devenus un peuple de travailleurs saisonniers, privés de chefs.
Dans le même temps, il se propose de classer les populations en catégories raciales. Ainsi, dès juillet 1940, il ordonne aux chefs supérieurs de la SS et de la Police des anciens territoires polonais contrôlés par le Reich de repérer les polonais germanisables et d'intégrer ces personnes et leur famille dans le "travail allemand".
Himmler a également mis en application un vaste programme d'eugénisme, le programme Lebensborn (source de vie). Sous cette appellation se cache une entreprise de reproduction à grande échelle destinée exclusivement aux SS, qui sont censés représenter la pureté raciale aryenne.
Certains historiens[Qui ?] avancent que durant la guerre, plus de 400 000 enfants (de Pologne uniquement) furent déportés vers des instituts Lebensborn à partir de critères raciaux. La Norvège et la Belgique avaient également leurs Lebensborn,,.
Parallèlement, Himmler chercha à encourager l'avortement chez les peuples non germaniques ; il révéla à son médecin Felix Kersten qu'après la victoire allemande l'avortement serait vivement encouragé dans tous les pays occupés, afin de réduire la population non germanique en Europe.
Dans les territoires non allemands occupés par le Reich, Himmler en personne autorise, ou non, comme il fait dans le Reich, les mariages entre des SS et des femmes autochtones. Ainsi, il est saisi de nombreux cas litigieux, comme celui d'un SS qui souhaite épouser en 1940, une Tchèque, estimée de bonne race par les services compétents de la SS : ayant pesé le pour et le contre, il autorise le mariage, une bonne chose d'un point de vue racial selon Himmler, à condition que le couple s'établisse dans l'Altreich et que la femme cesse d'avoir des contacts avec sa famille, en général les conditions qu'il exige pour ces unions. Mais à plusieurs reprises il s'oppose à un mariage mixte, si la future épouse, ou sa famille, ont des opinions nationalistes : en 1943, un officier SS, membre de la division « Totenkopf », se voit envoyé sur le front de l'Est, car il avait déposé une demande en mariage avec une femme, « certes d'apparence correcte » mais issue d'une famille aux opinions nationalistes.

### L'initiateur d'une politique de recherche fantaisiste
Dans sa quête maniaque et obsessionnelle d'une science germanique, il développe une vision très personnelle de l'Histoire de l'Europe, mais aussi des sciences en général.

#### La recherche des origines germaniques du Reich: écrire une Histoire national-socialiste
Heinrich Himmler veut réécrire l'Histoire. Contrairement à Hitler, qui a une vision intégratrice de l'histoire germanique, Himmler, tout à sa germanomanie, développe une vision close de l'histoire du germanisme. À ce titre, sa vision de l'histoire des Germains exclut toute influence venant du Sud, plaçant le lieu d'origine des Germains au Nord, dans l'Ultima Thulé du géographe grec Pythéas, qui représente une sorte d'Atlantide du Nord, disparue.
Dans les années 1930, il cherche à mettre en avant l'exemplarité du monde germanique avant sa christianisation, sous l'influence du monde méditerranéen. Dans la SS, il encourage la formation d'un groupe de chercheurs, regroupés au sein de l'Ahnenerbe qui ont pour mission de rassembler les sources du patrimoine germanique, occulté ou noyé dans le christianisme, de publier le résultat de ces recherches puis d'en tirer une orientation pour la SS. Pour lui, cet univers germanique préchrétien constitue un idéal :
- le droit germanique, appuyé sur un culte de la nature ;
- l'artisanat germanique et leur maitrise du travail du fer ;
- le culte des ancêtres ;
- les qualités de guerriers ;
- leurs connaissances en astronomie, qui, basées selon lui sur la religion, leur a fourni une connaissance approfondie de l'univers[162] ;
- et l'alphabet runique, dont il fait rechercher des traces dans toutes les fouilles qu'il ordonne[163],

constituent aux yeux du Reichsführer SS autant d'indices de l'exemplarité des peuples germaniques.
Ainsi, tout à sa quête du passé germanique, il est amené à s'intéresser aux Saxons, ce peuple germanique conquis par Charlemagne, et à leur religion. À ses yeux, les Externsteine, non loin du château de Wewelsburg, acheté par la SS en 1934, constituent le grand sanctuaire Saxon d'Irminsul, détruit par Charlemagne ; il en ordonne donc la fouille systématique à partir de 1934, puis demande en 1937 une analyse approfondie d'un bas-relief médiéval de la chapelle du XIIe siècle représentant une scène de la vie du Christ, afin de savoir si cette scène peinte ne masquerait ou n'intègrerait pas une "représentation germanique" : placé près de Jésus, une forme stylisée en forme de tronc coudé serait la représentation de l'Irminsul, le pilier du monde, selon les Germains. Il tente d'organiser un engouement touristique pour ce site, en proposant à Oswald Pohl un programme précis de mise en valeur.
De même, sensible au culte des morts, surtout celui des Germains morts, il fait construire non loin de Verden, le Sachsenhain (de), le Bosquet des Saxons, sur le lieu du massacre présumé de 4 500 Saxons par les troupes franques en 782 : ce lieu de mémoire, inauguré avec Rosenberg durant le solstice d'été de 1935, est élaborée avec 4 500 pierres rangées en double ellipse. Cette construction constitue surtout l'occasion de définir sa conception de la christianisation des Saxons par Charlemagne, faite selon lui à coups de massacres.
Non content de réécrire l'Histoire dans une perspective hostile au christianisme, il recherche dans l'histoire germanique médiévale chrétienne des modèles : il le trouve d'abord dans la figure du roi de Germanie Henri l'Oiseleur, "le créateur de l'Allemagne", auquel il voue une totale admiration. À ses yeux, ce monarque constitue un modèle germanique : il réintroduit le principe de la fidélité entre le prince et son vassal, refuse le contrôle des évêques sur sa politique, privilégie les liens directs entre le roi et son peuple, mais surtout il repousse les Slaves de Germanie orientale. Le 2 juillet 1936, dans l'église collégiale St. Servais à Quedlinbourg, il célèbre le millième anniversaire de la mort du roi Henri Ier l'Oiseleur. Il dépose une gerbe et des rameaux de chêne sur le tombeau du souverain et prononce un discours :

« Ici où vivent depuis toujours ceux de notre sang, dans cette magnifique maison de Dieu, née d'un sûr sentiment germanique, sera un lieu de culte où les Allemands iront en pèlerinage (…) L'Homme après mille ans a repris avec une grandeur inouïe l'héritage humain et politique du roi Henri, notre Führer Adolf Hitler, nous le servirons fidèlement de nos paroles, de nos pensées et nos actes, pour l'Allemagne et pour la Germanie. »

— Discours de Heinrich Himmler, juillet 1936.
Ces célébrations sont destinées à être annuelles et prendre la forme de fête du roi Henri, une des fêtes de la SS, malgré la catastrophe que constitue la sépulture vide, catastrophe qu'il pallie dès l'année suivante en ordonnant des fouilles, qui aboutissent à la découverte de restes humains, que la presse SS identifie comme ceux de Henri Ier ; durant la guerre, cette cérémonie se déroule en l'absence de Himmler, ce qui fait perdre à la cérémonie son caractère solennel, pour lui donner une allure de beuverie. Mais aux yeux de ce dernier, derrière le culte de ce roi, se profile le culte de Hitler ; le parallélisme entre les deux personnages est évident selon lui : ils accèdent au pouvoir au même âge (43 ans) et se trouvent l'un comme l'autre aux prises avec les Slaves dans un rapport de forces catastrophique.
Mais Henri l'Oiseleur ne constitue pas le seul modèle à ses yeux : Frédéric I Hohenstaufen et son contemporain Henri le Lion, ou encore Frédéric II de Prusse en sont d'autres. Ce sont surtout les chevaliers teutoniques qui retiennent son attention ; en effet, distraits des conquêtes dans l'Est de l'Europe par les croisades, ils auraient trouvé leur vraie vocation en Prusse Orientale : l'établissement d'un État organisé voué à l'expansion vers l'Est.
Dans cette même perspective de réécriture de l'Histoire, il déclare le 7 avril 1942 devant les officiers supérieurs et les chefs de service de la Schutzstaffel :

« Tout ce que nous faisons doit être justifié par rapport à nos ancêtres. Si nous ne retrouvons pas cette attache morale, la plus profonde et la meilleure parce que la plus naturelle, nous ne serons pas capables à ce niveau de vaincre le christianisme et de constituer ce Reich germanique qui sera une bénédiction pour la terre entière. Depuis des millénaires, c'est le devoir de la race blonde que de dominer la terre et de toujours lui apporter bonheur et civilisation. »

De plus, dans le monde slave, selon lui, une caste dominante germano-nordique se serait imposée au fil des siècles, dans un premier temps parce que des Aryens se seraient rendus auprès de ces peuples Slaves, à leur demande et pour les diriger. En effet, à ses yeux, les grandes personnalités originaires d'Asie, Attila, Gengis Khan, Tamerlan, ou plus récemment Lénine ou Staline, sont des descendants de ces Aryens, dépositaires de "gènes germanique perdus" : ces idées développées à partir de 1942, deviennent de plus en plus prégnantes dans les discours de Himmler au fil du conflit : à la fin de la guerre, il parle de ces dirigeants comme d'une forme de caste que doivent affronter les Germains. Cependant, la présence des personnalités aryennes ne doit pas masquer, aux yeux de Himmler, le danger immémorial qui pèse sur les Germains et leurs descendants : les Germains seraient aux prises, depuis les périodes les plus lointaines, avec des peuples qui déferlent sur l'Europe depuis l'Asie centrale, peuples dont les communistes soviétiques constituent les derniers avatars, mais parmi lesquels on recense les Huns, les Hongrois, les Tatars et les Mongols ; ces peuples, menés par des chefs qui portent en eux des "fragments de sang nordique-germanique-aryen", mènent une guerre raciale contre les Germains et les Européens.
Himmler place ainsi l'essor oriental du Reich à partir de 1941 dans la lignée du Drang nach Osten médiéval. Il lie ainsi le passé, la poussée germanique en Europe de l'Est durant le Moyen Âge et le présent, les projets d'expansion du Reich à l'Est, puis la guerre contre l'URSS.

#### Un institut de recherche spécifique à la SS: l'Ahnenerbe
Créé pour étayer les conceptions historiques de Himmler, il est contrôlé au départ par les services de Richard Darré, mais progressivement Himmler tente d'émanciper cette organisation de tout contrôle extérieur à la SS. Organisée initialement autour de missions plus ou moins séparées les unes des autres, l'Ahnenerbe se rationalise et, en 1938, contrôle étroitement, selon une consigne de Himmler, l'ensemble des chantiers de fouilles de la SS.
Au sein de cet institut, il ordonne des recherches qui visent à confirmer ses représentations : il finance ainsi un département de climatologie pour démontrer la véracité de la théorie de la glace éternelle, dont le théoricien, Hans Hörbiger, travaille un temps à l'Ahnenerbe. Il encourage le développement d'un département de radiesthésie, ainsi que des départements spécialisés dans l'ensemble des sciences naturelles. Cette théorie, qui définit le cosmos comme divisé en planètes solaires et en planètes de glaces, rejetée par la science de l'époque, explique par cette opposition les catastrophes de l'histoire géologique, y compris la disparition de l'Atlantide, et à ce titre, suscite l'enthousiasme de Himmler. Il fournit des moyens matériels pour étayer cette théorie, la production d'écrits en lien avec cette théorie et oriente la recherche dans le sens de la validation de cette théorie, dont il ne tolère pas la contestation.

#### Archéologie
Il assure aussi le financement, par le biais de différentes officines de recherche de la SS, de nombreuses fouilles archéologiques, censées valider ses théories pangermanistes (en désaccord avec Hitler) ou indogermaniques.
Les projets de fouilles qu'il initie suscitent, de la part des archéologues, différentes réactions. Si la campagne de fouilles ayant abouti à la mise au jour des restes d'Henri l'Oiseleur a rencontré du scepticisme de la part de certains, d'autres recherches ont créé plus de consensus : ainsi, les fouilles ordonnées dans la province du Schleswig-Holstein, sur le site viking d'Haithabu, sont menées sous la direction d'Herbert Jankuhn ; dans le même temps, il fait fouiller le tumulus funéraire du Hohenmichele, près de Sigmaringen.
Dans sa quête des origines de la race aryenne, il ordonne de nombreuses expéditions pour :
- trouver les preuves « irréfutables » de la race aryenne partout dans le monde : des expéditions sont organisées en direction du Tibet, dans les Andes, au Moyen-Orient ;
- retrouver le Saint-Graal supposé caché par les cathares avant leur disparition : Himmler dirige les recherches principalement aux alentours de Montségur (le mont sûr en occitan) ainsi qu'à Montserrat (le mont Scié en catalan) en Catalogne, ou encore dans le Massif central et ses environs ;
- étudier des rites païens pré-chrétiens de la race aryenne (cela concernait le culte des équinoxes, de la moisson, les différentes croyances de sorcellerie pratiquées).

Dans le même ordre d'idées, il cherche à prouver que les Romains sont en réalité une population indo-germanique. Ainsi, l'Ahnenerbe se voit incitée à démontrer le caractère aryen et indo-germanique de la Rome et la Grèce antiques, caractère occulté par le christianisme. Cependant, ce programme ambitieux se limite rapidement au champ de la philologie : les chercheurs parviennent aux conclusions souhaitées : un même type humain existe de la Suède au Nord de l'Italie, avec des représentations communes : l'homme armé d'une lance, la présence en Italie du Nord et en Suède de la rune de l'élan, la parenté entre certains mots…
Le Tibet, pour lequel il finance des expéditions, comme celles d'Ernst Schäfer, est perçu comme la terre d'origine des élites germaniques et asiatiques, le refuge de la race supérieure originelle à la suite d'une catastrophe planétaire. Il relie le Tibet à l'Atlantide, puisque, selon lui, les Atlantes auraient émigré en Europe et en Asie de l'Est, au Japon, notamment ; cependant, il interdit la publicité autour des expéditions tibétaines, pour des raisons politiques (il vise alors la déstabilisation de l'Inde britannique), et personnelles (il ne souhaite pas rendre publique cette quête).
Sa passion pour l'archéologie trouve aussi son expression dans les fouilles qu'il ordonne en Crimée, « pays où coule le lait et le miel », pour lequel il ordonne durant l'automne 1942 l'élaboration de plans de colonisation précis. Ses recherches sur les origines de la race aryenne l'amènent à s'intéresser au royaume des Goths de Crimée, détruit en l’an 375 : les résultats de ces fouilles, regroupés dans 14 wagons de marchandises, sont évacués vers le Reich lors de la retraite de 1943-1944.

#### Réactions et conséquences des recherches menées sous la direction de Himmler
Cette quête de la recherche des ancêtres germaniques des Allemands suscite au fil du temps une certaine incompréhension avec Hitler, par delà les discours. Hitler n'a d'yeux que pour l'Antiquité romaine et ne s'intéresse à la tradition germanique que pour son potentiel de propagande auprès de la population. Il trouve bizarre cette obsession de Himmler. Ce dernier perçoit cette recherche comme le moyen de donner à la SS une identité spécifique, un prestige et une position très favorable au sein du régime, position contestée dans le domaine historique, entre autres par Rosenberg.
Cette quête des origines germaniques irrite Hitler, qui perçoit ce passé exclusivement germanique comme une humiliation pour la Germanité contemporaine ; celui-ci dédaigne, parfois en utilisant un humour féroce, la préhistoire germanique exaltée par Himmler et la SS, et se place même en totale opposition avec les conceptions de son subordonné : à ses yeux, c'est parce que l'Empire romain a engagé des Germains que ces derniers ont pu détruire l'empire d'Occident. Ainsi, aux yeux de Hitler, Himmler et les SS ne parviennent qu'à démontrer que la référence au seul passé germanique n'est pas suffisante pour renvoyer à un passé digne d'être mis en valeur.
Cependant, la mise en place d'un institut de recherche spécifique, alliée aux capacités de la SS, confère à cette dernière un moyen d'entrer dans le monde universitaire, en proposant à des universitaires des grades dans la SS, mais aussi en tentant de faire des campus allemands des lieux de recrutement privilégiés de la SS et de lui donner ainsi un moyen d'influer la politique du ministère de l'Éducation du Reich.

## Représentation littéraire et cinématographique

### Textes de Himmler et de contemporains
- Michael Wildt (de) et Katrin Himmler, Himmler d'après sa correspondance avec sa femme, Paris, Plon, 2014
- Joseph Goebbels, Journal : 1923-1933, Paris, Tallandier, 2006.
- Heinrich Himmler, Discours secrets, Gallimard, Paris, 1978.
- (de) Katrin Himmler, Die Brüder Himmler : eine deutsche Familiengeschichte, Franfort, 2006 traduction en français Katrin Himmler, Les Frères Himmler. Un portrait de Heinrich Himmler raconté par sa petite-nièce, Éditions David Reinharc, 2012

### Ouvrages sur Himmler
- (en) Martin Allen, Himmler’s Secret War : The Cover peace negociations of Heinrich Himmler, Carroll and Graf publishers, 2005.
- (de) Richard Breitman, Der Architekt der Endlösung, Munich, 2000 - traduction française Richard Breitman (trad. de l'anglais par Claire Darmon), Himmler et la solution finale, l'architecte du génocide, Paris, Calmann-Levy, 2009, 410 p. (ISBN 978-2-7021-4020-8).
- Christoph Frilling: Himmlers Rennfahrer. Bernd Rosemeyer, der SS-Hauptsturmführer aus LingenLang, Frankfurt am Main 2010,  (ISBN 978-3-631-73371-4 et 3-631-73371-2)
- Edouard Calic, Himmler et l'empire SS, Paris, Nouveau Monde éditions, coll. « Nouveau monde poche / Histoire », 2013, 782 p. (ISBN 978-2-36583-368-4).
- (de) Frank Helzel, Himmlers und Hitlers Symbolpolitik mit mittelalterlichen Herrschem, Bad Wildungen, 2007 (lire en ligne).
- Peter Longerich (trad. de l'allemand par Raymond Clarinard), Himmler : biographie : l'éclosion quotidienne d'un monstre ordinaire, Paris, éditions Héloïse d'Ormesson, 2010, 916 p. (ISBN 978-2-35087-137-0).
- (en) Roger Manvel et Heinrich Fraenkel, Heinrich Himmler : The SS, Gestapo, His Life and Career, Skyhorse Publishing, 2007.
- (en) Peter Padfield, Reichsführer SS, Londres, Papermac, 1990.
- Alexandre Thers, « Himmler ou l'obsession de la pureté, 1re partie, l'ascension », Ligne de Front, Éditions Caraktère, no 34,‎ 2012 (lire en ligne).
- François Kersaudy, La liste de Kersten, Fayard, 2021, 350 p.  (ISBN 978-2213713274).

### Ouvrages sur la SS et la Gestapo
- Jacques Delarue, Histoire de la Gestapo, Paris, Fayard, 1962.
- (en) Heinz Höhne, The Order of the Death's Head : The story of Himmler's SS, Pan Books, Londres, 1972.
- Guido Knopp, Les SS, Un avertissement pour l'Histoire, Paris, Presses de la Cité, 2006.

### Ouvrages sur la Shoah
- Edwin Black (trad. de l'anglais), IBM et l'Holocauste. L'alliance stratégique entre l'Allemagne nazie et la plus grande multinationale américaine, Paris, Éditions Robert Laffont, 2001, 595 p. (ISBN 2-221-09276-7).
- Saul Friedländer (trad. de l'anglais), L'Allemagne nazie et les Juifs : Les années d'extermination, 1939-1945, Paris, Éditions du Seuil, 2008, 1028 p. (ISBN 978-2-02-020282-4).
- Jeffrey Herf (trad. de l'anglais), L'ennemi juif : la propagande nazie, 1939-1945, Paris, Calmann-Lévy, 2011, 349 p. (ISBN 978-2-7021-4220-2).
- Heather Pringle (trad. de l'anglais), Opération Ahnenerbe : comment Himmler mit la pseudo-science au service de la Solution finale, Paris, Presses de la Cité, 2007, 427 p. (ISBN 978-2-258-07322-7).

### Ouvrages sur leIIIeReich
- Christian Baechler, Guerre et extermination à l'Est. Hitler et la conquête de l'espace vital. 1933-1945, Paris, Éditions Tallandier, 2012, 524 p. (ISBN 978-2-84734-906-1)
- André Beaufre (dir.), Une Histoire internationale de la Seconde Guerre mondiale, 8 tomes, Paris, Jules Tallandier, 1969.
- Martin Broszat (trad. de l'allemand), L’État hitlérien, l'origine et l'évolution des structures du Troisième Reich, Paris, Édition Fayard, coll. « L'espace du politique », 1985, 625 p. (ISBN 2-213-01402-7).
- Johann Chapoutot, Le Nazisme et l'Antiquité, Paris, Presses universitaires de France, 2008, 643 p. (ISBN 978-2-13-060899-8)
- Édouard Husson, « La vraie histoire des Bienveillantes », L'Histoire, no 320,‎ mai 2007, p. 6-19.
- Ian Kershaw (trad. de l'anglais), La Fin : Allemagne, 1944-1945, Paris, Éditions du Seuil, 2012, 665 p. (ISBN 978-2-02-080301-4)
- Arno Kersten et Emmanuel Amara (préf. François Delpla), Felix Kersten : le dernier des justes, Paris, P. Robin éd, 2006, 236 p. (ISBN 978-2-35228-009-5).
- Laurent Olivier, Nos ancêtres les Germains, Les archéologues au service du nazisme, Paris, Éditions Tallandier, 2012, 314 p. (ISBN 978-2-84734-960-3)

### Filmographie
Documentaires :
- G. Knopp, A. Schmidt et H. Hillesheim, Himmler, der Vollstrecker, Arte-ZDF, 1996.
- Frédéric Rossif, De Nuremberg à Nuremberg, Éditions Montparnasse, 2004.
- H. Hillesheim et W. Schoen, Die Gestapo (1) : Hitlers schärfste Waffe, Dokumentation der ARD/SWR, 2005.
- H. Hillesheim et W. Schoen, Die Gestapo (2) : Terror ohne Grenzen, Dokumentation der ARD/SWR, 2005.
- H. Hillesheim et W. Schoen, Die Gestapo (3) : Henker an der Heimatfront, Dokumentation der ARD/SWR, 2005.
- Vanessa Lapa, The Decent One, 96 min, 2014[186].

Cinéma/série :
- 1943 : Hitler's Madman, joué par Howard Freeman
- 1944 : Hitler et sa clique, joué par Luis Van Rooten
- 1951 : The Magic Face, joué par Manfred Inger
- 1954 : Ernst Thälmann – Sohn seiner Klasse, joué par Will van Deeg
- 1955 : La Fin d'Hitler, joué par Erich Stuckmann
- 1959 : R.P.Z. appelle Berlin, joué par Werner Peters
- 1961 : Operation Eichmann, joué par Luis Van Rooten
- 1960 : L'Homme des fusées secrètes, joué par Eric Zuckmann
- 1962 : La Vie privée d'Hitler, joué par Rick Traeger
- 1965-1971 : Papa Schultz, joué par Henry Corden
- 1969 : Libération, joué par Erich Thiede
- 1969-1974 : Monty Python's Flying Circus, joué par Michael Palin
- 1973 : The Death of Adolf Hitler, joué par Michael Sheard
- 1976 : L'aigle s'est envolé, joué par Donald Pleasence
- 1977 :
- La mort est mon métier, joué par Hans Korte
- Les Nuits rouges de la Gestapo, joué par Tino Polenghi
- 1978 : Holocauste, joué par Ian Holm
- 1981 : Le Bunker, joué par Michael Sheard
- 1982 : Au cœur du Troisième Reich, joué par David Shawyer
- 1983 : La Pourpre et le Noir, joué par T. P. McKenna
- 1985 : Nazis, les hommes du diable et de l'apocalypse, joué par John Normington
- 1989 :
- L'Orchestre rouge, joué par Bernard Charnacé
- Indiana Jones et la Dernière Croisade, joué par Ronald Lacey
- 1990 : Stalingrad, joué par Erich Thiede
- 2001 : Invincible, joué par Alexander Duda (de)
- 2004 :
- Le Pacte, joué par Danny Webb
- La Chute, joué par Ulrich Noethen
- 2005 :
- Speer und Er, joué par Florian Martens
- Oncle Adolf, joué par Michael Eaves
- 2007 : Mon Führer : la Vraie Véritable Histoire d'Adolf Hitler, joué par Ulrich Noethen
- 2008 :
- Hitler est kaput !, joué par Maxim Maksimenko
- Walkyrie, joué par Matthias Freihof
- 2010 : La Rafle, joué par Thomas Darchinger (de)
- 2012 :
- Die Machtergreifung, joué par Dominik Schiefner
- Danger 5, joué par Tim Overton
- 2015 :
- Le Ministère du temps, joué par David Luque
- The Man in the High Castle, joué par Kenneth Tigar
- 2016 :
- Paradis, joué par Viktor Sukhorukov
- Trahisons, joué par Eddie Marsan
- 2017 : HHhH de Cédric Jimenez, interprété par Stephen Graham
- 2021 : L'Étau de Munich (Munich: The Edge of War) de Christian Schwochow, interprété par Martin Kiefer